# Battaglia di Legnano
La battaglia di Legnano fu combattuta tra l'esercito imperiale di Federico Barbarossa e le truppe della Lega Lombarda il 29 maggio 1176 tra le località di Legnano e Borsano, nell'Alto Milanese, nell'attuale Lombardia. Sebbene la presenza del nemico nei dintorni fosse già nota a entrambi gli schieramenti, questi si incontrarono improvvisamente senza avere il tempo di pianificare alcuna strategia.
Lo scontro fu cruciale nella lunga guerra intrapresa dal Sacro Romano Impero per tentare di affermare il suo potere sui comuni dell'Italia settentrionale, che decisero di mettere da parte le reciproche rivalità alleandosi in un'unione militare guidata simbolicamente da papa Alessandro III: la Lega Lombarda.
La battaglia pose fine alla quinta e ultima discesa in Italia dell'imperatore Federico Barbarossa, che dopo la sconfitta cercò di risolvere la questione italiana tentando l'approccio diplomatico. Questo sfociò qualche anno più tardi nella pace di Costanza (25 giugno 1183), con la quale l'Imperatore riconobbe la Lega Lombarda concedendo concessioni amministrative, politiche e giudiziarie ai comuni e ponendo ufficialmente fine al suo tentativo di egemonizzare l'Italia settentrionale.
Alla battaglia fa riferimento Il Canto degli Italiani di Goffredo Mameli e Michele Novaro, che recita: «[...] Dall'Alpi a Sicilia dovunque è Legnano [...]» in ricordo della vittoria delle popolazioni italiane su quelle straniere. Grazie a questo scontro, Legnano è l'unica città, oltre a Roma, a essere citata nell'inno nazionale italiano. A Legnano, per commemorare la battaglia, si svolge annualmente dal 1935, nell'ultima domenica di maggio, il Palio cittadino. In ambito istituzionale, la data del 29 maggio è stata scelta come festa regionale della Lombardia.

## Le premesse

### Il contesto storico
Lo scontro tra i comuni dell'Italia settentrionale e il potere imperiale ebbe origine nella lotta per le investiture, ovvero in quel conflitto che coinvolse, tra l'XI e il XII secolo, il Papato, il Sacro Romano Impero e le rispettive fazioni, i cosiddetti "guelfi e ghibellini". A tratti fu uno scontro così aspro che diversi comuni del Norditalia giunsero ad allontanare i propri vescovi con l'accusa di simonia, visto che erano stati investiti del proprio ruolo dall'imperatore e non dal Papa.

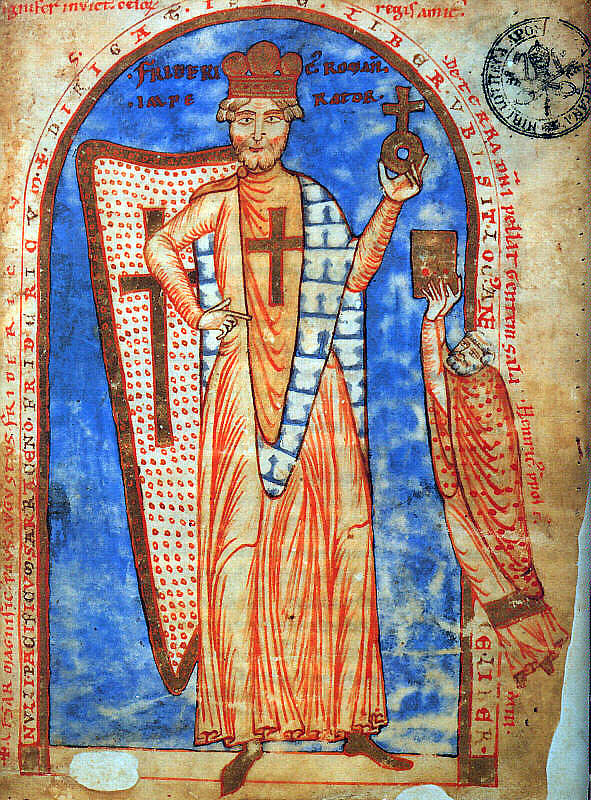
Federico Barbarossa in una miniatura del 1188

Alla lotta delle investiture, come causa delle frizioni tra l'Impero e i comuni del Norditalia, si aggiunse anche la crisi del feudalesimo, che fu cagionata tra l'altro dalla crescita economica delle città italiane e dal conseguente desiderio di affrancamento di queste municipalità dal potere imperiale. Inoltre, i territori italiani del Sacro Romano Impero erano notevolmente differenti da quelli germanici a livello sociale, economico e politico e mal tolleravano il potere imperiale, che era per di più detenuto da un'autorità di stirpe tedesca. In aggiunta, la nobiltà italiana dei territori dominati dall'Impero non era coinvolta nella politica di amministrazione dello Stato come quella teutonica. A causa degli attriti che inevitabilmente si crearono, tra l'XI e il XII secolo, le città dell'Italia settentrionale conobbero una fase di fermento che portò alla nascita di nuova forma di autogoverno locale basata su un organo collegiale elettivo avente compiti amministrativi, giudiziari e di sicurezza, e che nominava a sua volta i consoli cittadini: il comune medioevale.
Tale mutamento istituzionale fu contemporaneo alla lotta per le investiture. Ciò non fu un caso: nei periodi in cui il vescovo, che aveva anche una forte influenza sulle questioni civili della città, era occupato nelle diatribe tra Impero e Papato, i cittadini furono stimolati, e per certi versi obbligati, a cercare una forma di autogoverno che li sganciasse dal potere ecclesiastico in grave difficoltà. D'altro canto, i cittadini, che di conseguenza incominciarono ad autoamministrarsi, presero più consapevolezza degli affari pubblici del proprio comune e accettarono sempre meno l'antica struttura feudale, che prevedeva una gestione del governo molto più rigida e gerarchica. Il mutamento che portò a una gestione collegiale dell'amministrazione pubblica affondava le radici nella dominazione longobarda del Norditalia; questo popolo germanico era infatti avvezzo a dirimere le questioni più importanti, principalmente militari, tramite un'assemblea presieduta dal re e composta dai soldati più valorosi, il cosiddetto "gairethinx" o "arengo". I consoli medioevali rappresentavano le classi più potenti della città: sebbene la durata del loro mandato fosse di un solo anno, e nonostante ci fosse un certo ricambio di persone nel ricoprire questa carica, l'amministrazione comunale si riduceva a tutti gli effetti a una consorteria di poche famiglie che esercitavano il potere in modo oligarchico. Per i motivi accennati, l'evoluzione storica dei comuni dell'Italia settentrionale portò pertanto a una situazione in cui le varie municipalità non si riconoscevano più nelle secolari e rigidamente gerarchiche istituzioni feudali, che apparivano ormai superate.
Inoltre, i predecessori di Federico Barbarossa, per varie vicissitudini, adottarono per un certo periodo un atteggiamento di indifferenza nei confronti delle questioni dell'Italia settentrionale, badando più a costituire dei rapporti che prevedessero una supervisione della situazione italiana piuttosto che l'effettivo esercizio del potere. Come conseguenza, il potere imperiale non impedì le mire espansionistiche delle varie città sui territori circostanti e sulle altre municipalità, e quindi i comuni incominciarono a combattersi a vicenda per tentare di instaurare un'egemonia nella regione. Federico Barbarossa, invece, ripudiò la politica dei suoi predecessori tentando di ristabilire il potere imperiale sui comuni del Norditalia anche sulla scorta delle richieste di alcuni di questi ultimi, che chiesero a più riprese l'intervento imperiale per limitare il desiderio di supremazia di Milano, città che tentò a più riprese di predominare sulle altre: ad esempio, nel 1111 e nel 1127 conquistò, rispettivamente, Lodi e Como obbligando a un atteggiamento di passività Pavia, Cremona e Bergamo.
A peggiorare i rapporti tra l'Impero e i comuni si aggiunsero le angherie perpetrate da Federico Barbarossa nei confronti del contado milanese. Gli avvenimenti che cagionarono l'insofferenza delle popolazioni contro il potere imperiale furono principalmente due: per tentare di interrompere i rifornimenti a Milano durante una delle sue discese in Italia, nel 1160, l'imperatore devastò l'area a nord della città distruggendo i raccolti e gli alberi da frutta degli agricoltori. In particolare il Barbarossa, in quindici giorni, distrusse le campagne di Vertemate, Mediglia, Verano, Briosco, Legnano, Nerviano, Pogliano e Rho. Il secondo avvenimento fu invece legato ai provvedimenti presi da Federico Barbarossa dopo la resa di Milano (1162): il vicario dell'imperatore che amministrava il contado milanese dopo la sconfitta di Milano obbligò gli agricoltori della zona a versare un pesante tributo annuale di derrate alimentari all'imperatore, che rese la popolazione sempre più ostile nei confronti del potere imperiale.

### Le prime tre discese di Federico Barbarossa in Italia

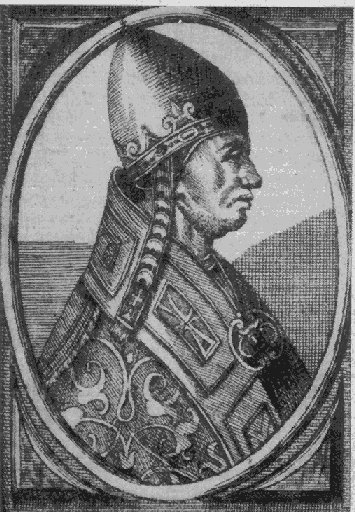
Papa Alessandro III

Per tentare di pacificare l'Italia settentrionale e di ristabilire il potere imperiale, Federico Barbarossa varcò le Alpi alla testa del suo esercito per cinque volte. La prima discesa, che ebbe inizio nell'autunno del 1154 alla guida di soli 1 800 uomini, portò il sovrano ad assediare e conquistare le riottose Asti, Chieri e Tortona e ad attaccare alcuni castelli del contado milanese, ma non il capoluogo meneghino, dato che non possedeva forze sufficienti. Questa campagna proseguì con la convocazione della dieta di Roncaglia, con cui Federico ristabilì l'autorità imperiale annullando, tra l'altro, le conquiste fatte da Milano negli anni precedenti, soprattutto nei confronti di Como e Lodi. Nell'aprile del 1155 Federico Barbarossa venne incoronato re d'Italia nella basilica di San Michele a Pavia, dopo la cerimonia organizzò la sua partenza verso Roma. La prima parte di quel viaggio continuò lungo la Via Francigena e si concluse a Roma con l'incoronazione di Federico Barbarossa a sovrano del Sacro Romano Impero da parte di papa Adriano IV (18 giugno 1155). Durante il suo soggiorno a Roma, Federico, che era partito dal Nord con il solo titolo di re di Germania, fu duramente contestato dal popolo dell'Urbe; in risposta, l'imperatore reagì soffocando nel sangue la rivolta. In seguito a questo episodio, e alla campagna militare di Federico, i rapporti tra il Sacro Romano Impero e il Papato incominciarono quindi a incrinarsi. Durante il viaggio di ritorno in Germania, l'imperatore distrusse Spoleto, accusata di aver corrisposto il fodro, cioè le tasse da versare al sovrano, con valuta falsa. Già durante questa prima discesa, si avvertì la differenza tra Federico e i suoi predecessori. Il Barbarossa dimostrò infatti una forte avversione verso le autonomie comunali: la sua volontà era quella di ristabilire un potere effettivo sul Norditalia.

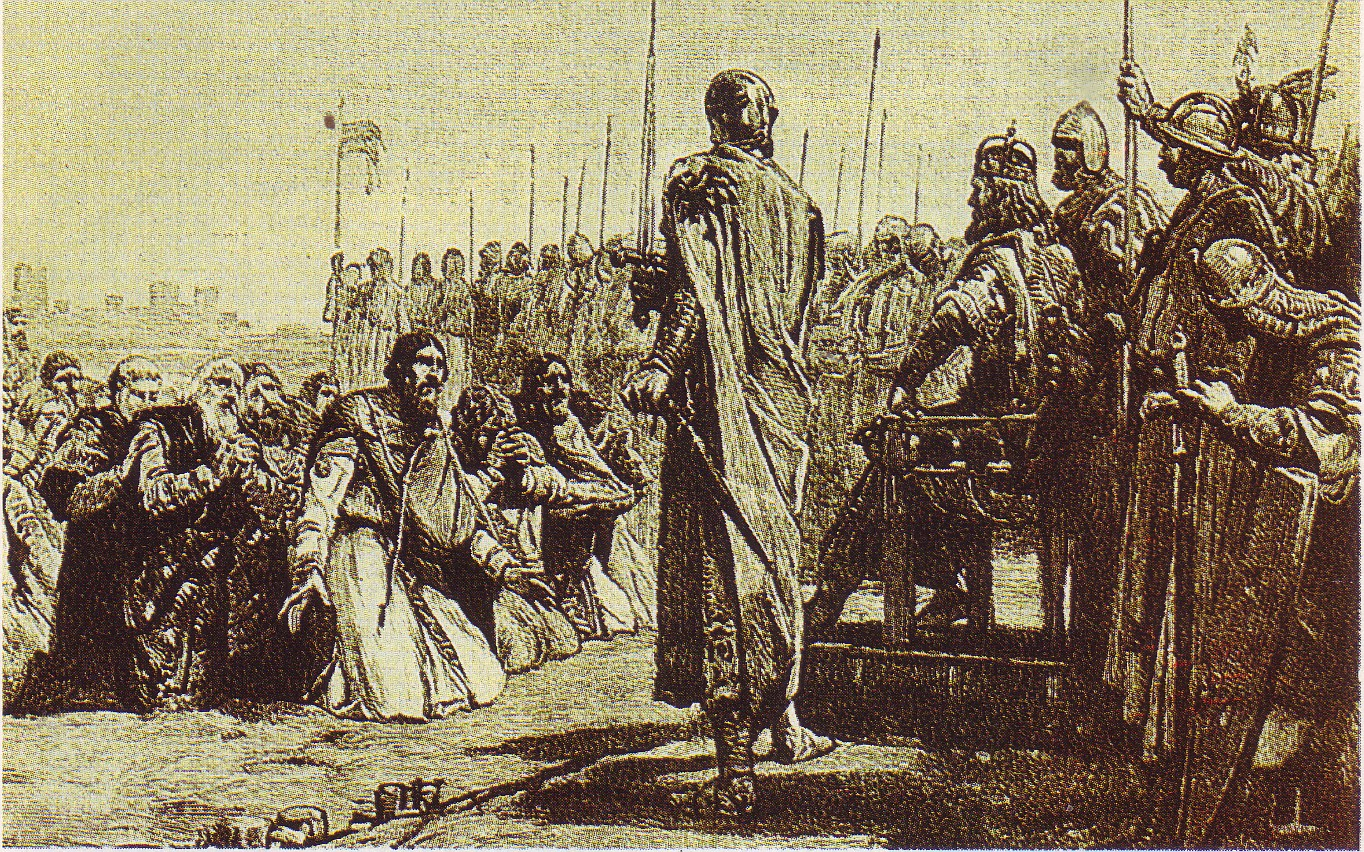
I milanesi al cospetto di Federico Barbarossa chiedono clemenza dopo la resa della città (1162)

La seconda discesa, che incominciò nel giugno del 1158, fu originata dalla riottosità di Milano e dei comuni alleati ad accettare il potere imperiale. Questa lunga spedizione incominciò con l'attacco di Federico Barbarossa a Milano e ai suoi alleati del contado milanese: dopo aver sconfitto Brescia, che era una sodale di Milano, e aver liberato Lodi dal giogo milanese, il Barbarossa diresse l'attacco al capoluogo meneghino, che accettò di arrendersi (8 settembre 1158) per evitare un lungo e sanguinoso assedio. Milano perse nuovamente le conquiste fatte negli anni precedenti (Como, il Seprio e la Brianza), ma non fu rasa al suolo. Federico Barbarossa, allora, convocò una seconda dieta a Roncaglia (autunno 1158) dove ribadì il dominio imperiale sui comuni del Nord Italia, con l'autorità del sovrano che s'imponeva su quella delle istituzioni locali, stabilendo, tra l'altro, che le regalie fossero interamente versate al sovrano. I proclami di questa seconda dieta di Roncaglia ebbero effetti dirompenti sui comuni italiani, che si ribellarono subito. Dopo aver ricevuto rinforzi dalla Germania e aver conquistato diverse municipalità riottose dell'Italia settentrionale durante una campagna militare che durò qualche anno, il Barbarossa rivolse la sua attenzione nei confronti di Milano, che fu prima assediata nel 1162 e poi, dopo la sua resa (1º marzo), completamente distrutta. Sorte analoga toccò a diverse città alleate del capoluogo. Federico inasprì quindi la stretta del potere imperiale sulle città italiane, andando oltre le disposizioni decise durante la seconda dieta di Roncaglia: predispose una struttura burocratica gestita da funzionari che rispondevano direttamente all'imperatore in luogo delle autonomie comunali, che vennero praticamente soppresse, e insediò un podestà di nomina imperiale a capo delle città ribelli. Intanto moriva papa Adriano IV e il suo successore, Alessandro III, si dimostrò ben presto solidale con i comuni italiani e particolarmente ostile all'imperatore.
Nel 1163 la ribellione di alcune città dell'Italia nordorientale costrinse Federico Barbarossa a discendere per la terza volta in Italia in una campagna militare che si risolse però in un nulla di fatto, soprattutto nei confronti della Lega Veronese, che nel frattempo si era costituita tra alcune città della Marca di Verona. Con la Lombardia pacificata, Federico preferì infatti rinviare lo scontro con gli altri comuni dell'Italia settentrionale a causa della scarsità numerica delle sue truppe e quindi, dopo aver verificato la situazione, tornò in Germania.

### La quarta campagna militare in Italia e la Lega Lombarda

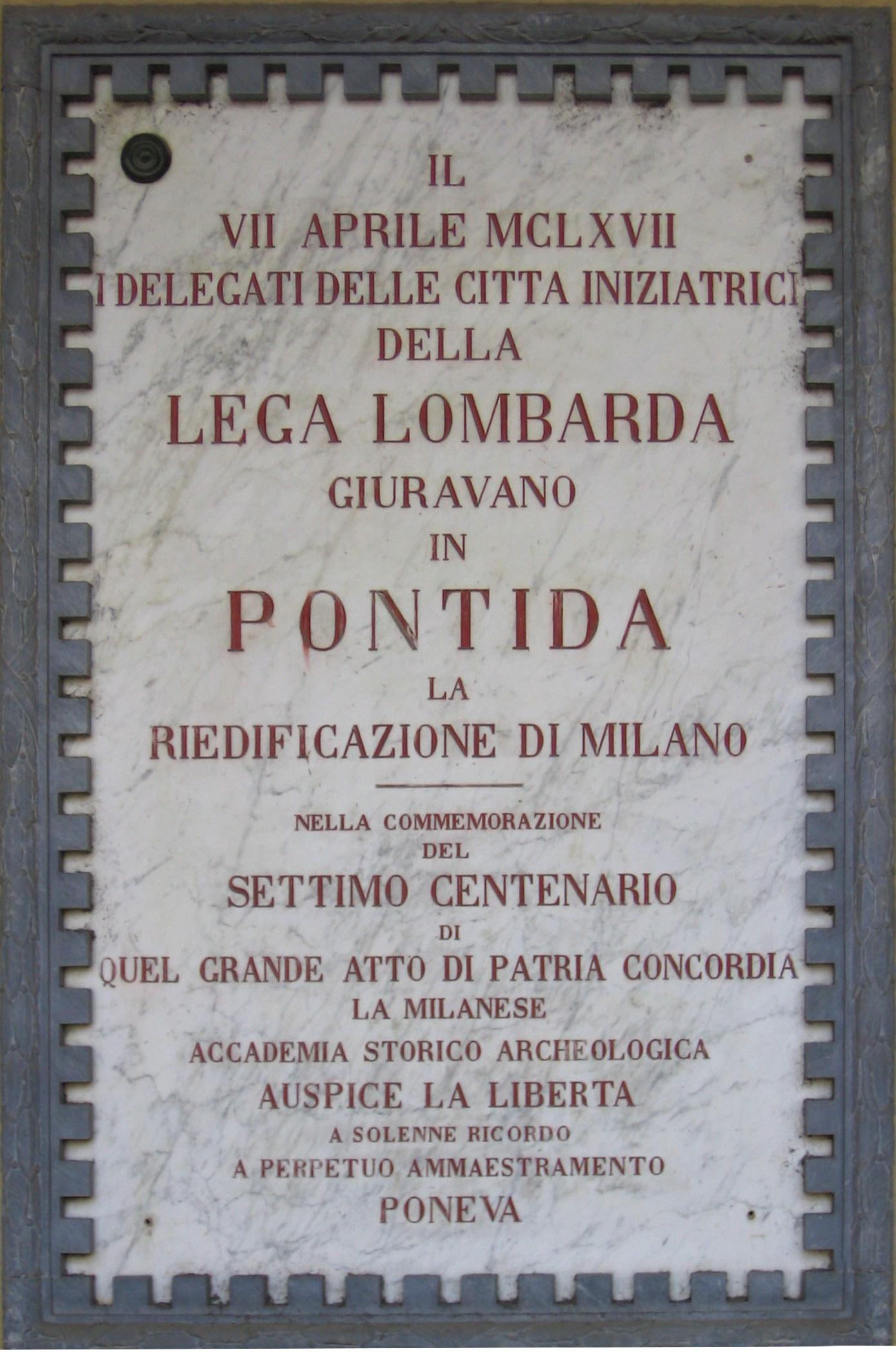
Pontida: targa commemorativa del giuramento costitutivo della Lega Lombarda (1167)

Alla fine del 1166 l'imperatore scese in Italia per la quarta volta alla testa di un poderoso esercito. Per evitare la Marca di Verona, dopo aver varcato la Alpi dal Brennero, invece di percorrere la consueta valle dell'Adige, il Barbarossa piegò verso la Val Camonica; il suo obiettivo non era però l'attacco ai riottosi comuni italiani, bensì il Papato. Federico parteggiava infatti per l'antipapa Pasquale III, che nel frattempo aveva scalzato dal Soglio di Pietro il pontefice legittimo, Alessandro III; quest'ultimo, nel 1165, dopo aver ottenuto il riconoscimento degli altri sovrani europei, era tornato a Roma, ma il Barbarossa, memore del ruolo che ebbero i suoi predecessori sulle nomine papali, decise di intervenire direttamente. Come prova di forza, e a scopo dimostrativo, Federico attaccò alcune città del Norditalia giungendo vittorioso a Roma, ma un'epidemia che si diffuse tra le file dell'esercito imperiale (forse di malaria) e che toccò anche lo stesso imperatore, lo costrinse a lasciare Roma, che nel frattempo si era arresa, e a tornare precipitosamente nel Norditalia in cerca di rinforzi (agosto 1167).
Qualche mese prima dell'epidemia che colpì l'esercito imperiale, i comuni dell'Italia settentrionale si erano coalizzati nella Lega Lombarda, un'unione militare il cui nome in latino era Societas Lombardiae. Secondo la narrazione tradizionale i comuni suggellarono la loro alleanza il 7 aprile 1167 con il giuramento di Pontida; tale avvenimento è però messo in dubbio dagli storici per il suo mancato accenno nelle cronache contemporanee e a causa del fatto che la prima menzione del giuramento è tardiva, dato che compare in un documento del 1505. Il 1º dicembre 1167 la Lega Lombarda si ampliò notevolmente con l'adesione dei comuni della Lega Veronese. Giunto nel Norditalia, Federico decise di affrontare la Lega, ma trovandosi in una situazione di stallo che era causata da alcuni assedi falliti e dalla crescita costante del numero di città che aderivano all'alleanza militare comunale, decise di rinviare il confronto e di tornare in Germania (1168). Dopo la partenza dell'imperatore, il ruolo della Lega Lombarda si limitò alla risoluzione, diplomatica o militare, delle diatribe che periodicamente scoppiavano tra i comuni appartenenti all'alleanza.
Poco dopo il ritorno in Germania del Barbarossa, la Lega fondò una nuova città, Alessandria, chiamata così in onore di papa Alessandro III, che parteggiava per i comuni italiani tanto che la coalizione militare comunale era simbolicamente capeggiata dallo stesso pontefice. La fondazione di una nuova città senza il consenso dell'autorità imperiale fu un grave smacco a Federico Barbarossa, che decise di risolvere definitivamente la questione italiana.

### La quinta e ultima discesa

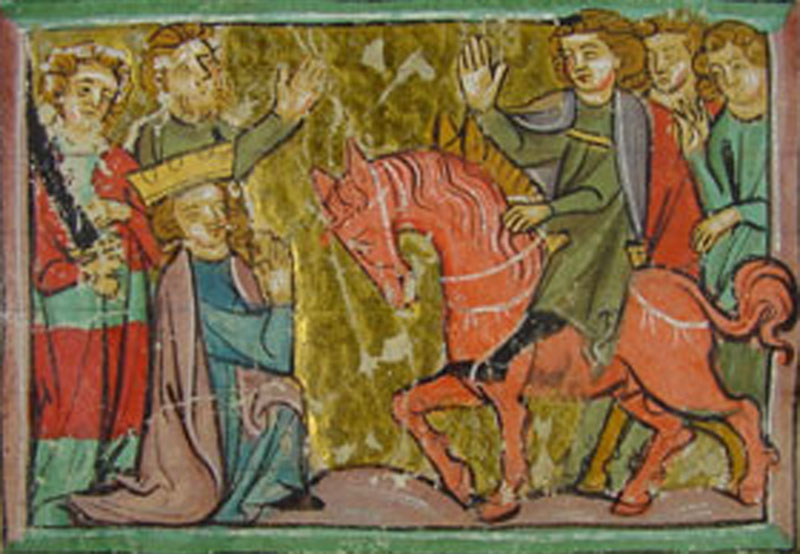
Federico Barbarossa ed Enrico il Leone

Nel 1174 il Barbarossa, per tentare di risolvere la situazione una volta per tutte, scese in Italia per la quinta volta con un poderoso esercito di circa 10 000 uomini. Invece di varcare le Alpi dal consueto Brennero, presidiato dalla Lega, l'imperatore era passato dalla Savoia grazie al sostegno del conte Umberto III. Nella prima fase della campagna riuscì ad assoggettare facilmente alcune città dell'Italia nordoccidentale, tentando senza fortuna di conquistare anche Alessandria (1174-1175). Dopo questo sfortunato assedio, con l'esercito stremato, Federico si recò a Pavia (aprile 1175), sua alleata e poco prima battuta dalle armate comunali, per tentare di trovare un accordo con l'esercito della Lega, ma senza successo. Durante le trattative l'imperatore pensò, a un certo punto, che l'intesa fosse vicina e quindi licenziò la maggior parte del suo esercito; le trattative però fallirono nel maggio del 1175 e gli eserciti si prepararono nuovamente alla guerra.
Accortosi dell'errore compiuto, che si rivelerà poi decisivo, l'imperatore incontrò a Chiavenna, tra il gennaio e il febbraio del 1176, il cugino Enrico il Leone e altri feudatari con l'obiettivo di chiedere rinforzi per la prosecuzione della sua campagna. Al diniego di Enrico, Federico si rivolse alla moglie Beatrice di Borgogna e ai vescovi di Colonia e Magdeburgo chiedendo truppe aggiuntive da spedire in Italia; dopo aver ricevuto l'appoggio di questi ultimi, si spostò a Bellinzona per attenderle. All'arrivo delle truppe, Federico si accorse però che il loro numero era di molto inferiore alle previsioni, essendo costituite solamente da un numero di cavalieri compreso, secondo le discordi fonti dell'epoca, tra le 1 000 e le 2 000 unità (quest'ultima, secondo la maggior parte degli storici, è l'entità più probabile).
Nonostante il numero insufficiente di rinforzi provenienti dalla Germania e da altri alleati italiani, l'imperatore decise di lasciare le vallate alpine riprendendo la marcia da Como a Pavia, entrambe sue alleate, in un territorio ostile ma caratterizzato dalla presenza di vaste zone ricoperte da una foresta impenetrabile che consentiva un viaggio relativamente sicuro. Il suo obiettivo era quello di riunirsi con il resto delle sue milizie e di scontrarsi con le truppe comunali nel Milanese oppure ad Alessandria; Federico Barbarossa era infatti certo che una marcia a tappe forzate verso Pavia avrebbe potuto impedire alle truppe comunali di intercettarlo. La Lega Lombarda, invece, decise di ingaggiare battaglia con l'esercito imperiale il prima possibile per impedire la riunificazione delle armate teutoniche; questo nonostante fosse ancora a ranghi ridotti (15 000 uomini), dato che non poteva contare su tutte le forze militari precettate nelle varie città facenti parte dell'alleanza (30 000 uomini), che stavano infatti ancora convergendo su Milano.
La Lega Lombarda era capeggiata dal cremonese Anselmo da Dovara e dal vicentino Ezzelino I da Romano in rappresentanza delle due anime della coalizione, quella lombarda e quella veneta. Le operazioni militari delle truppe comunali, in questa occasione, vennero invece guidate dal milanese Guido da Landriano, già console del capoluogo meneghino, rettore della Lega Lombarda oltre che esperto cavaliere.

## Le fasi della battaglia

### Federico Barbarossa a Cairate

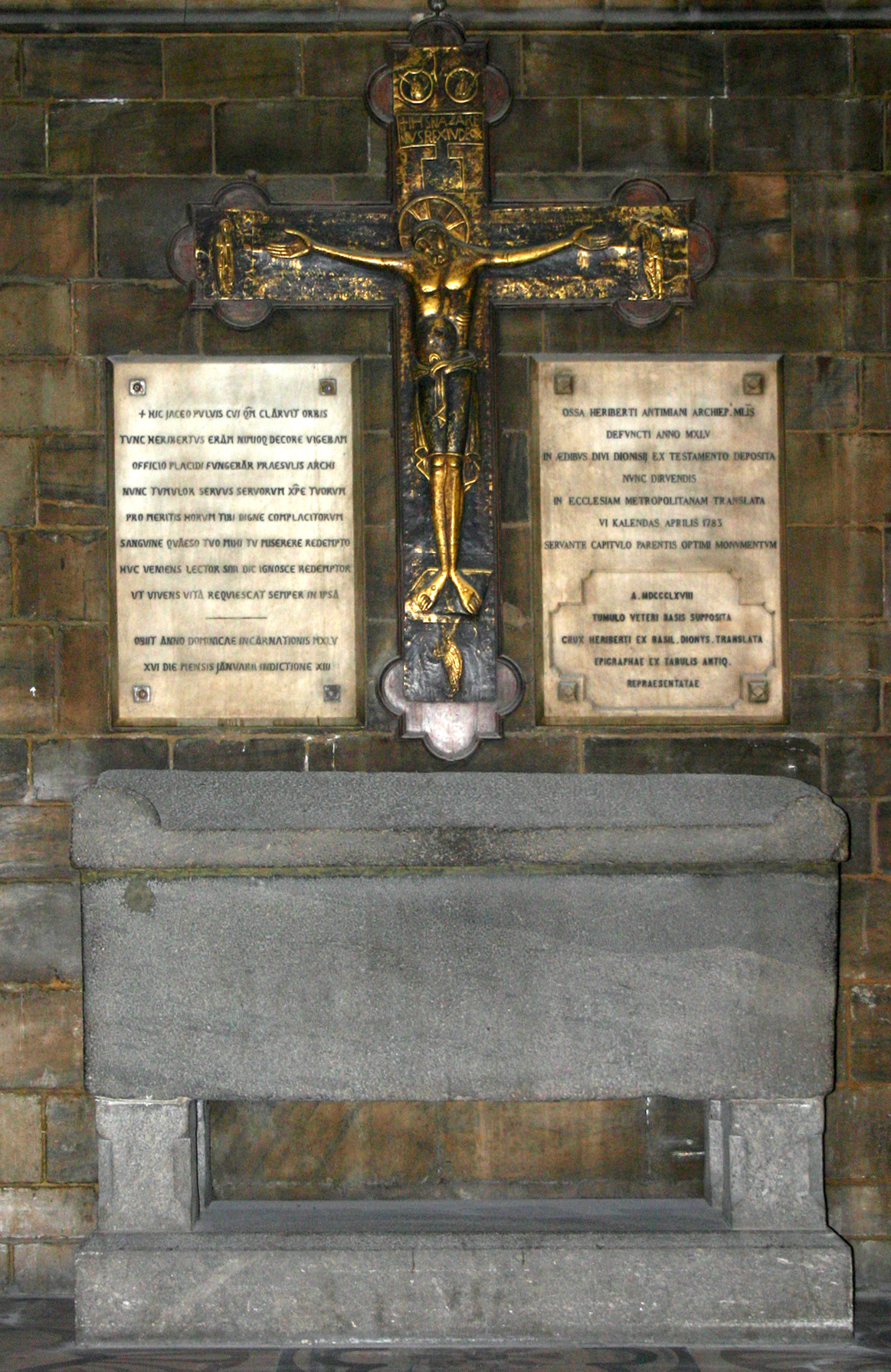
Il sepolcro e una copia della croce di Ariberto d'Intimiano, nel duomo di Milano

Nella notte tra il 28 e il 29 maggio 1176, durante la discesa verso Pavia, Federico Barbarossa si trovava con le sue truppe presso il monastero delle benedettine di Cairate (dipendente dal vescovo di Pavia, suo alleato) per una sosta che gli si rivelerà poi fatale, dato che causò un ritardo rispetto alle contemporanee mosse della Lega Lombarda. L'imperatore, probabilmente, passò la notte a Castelseprio nel maniero dei conti dell'omonimo contado, che erano acerrimi nemici di Milano. Il Barbarossa decise di fermarsi a Cairate per oltrepassare il fiume Olona, l'unica barriera naturale che lo separava dalla fedele Pavia, confidando di avere la possibilità di entrare nella zona controllata dalla città alleata dopo aver percorso i rimanenti 50 km in una giornata di cavallo.
Nel complesso, secondo la maggior parte degli storici, l'esercito imperiale accampato a Cairate era formato da 3 000 uomini (2 000 dei quali erano i rinforzi provenienti dalla Germania), la stragrande maggioranza del quale era costituito da cavalleria pesante, che era in grado, in caso di necessità, di combattere anche a piedi. Nonostante la disparità numerica, l'entità dell'esercito teutonico era di tutto rispetto, dato che era formato da militari di professione. L'esercito della Lega era invece principalmente costituito da privati cittadini che erano reclutati in caso di necessità; i cavalieri della Lega, dato l'elevato costo del destriero e dell'armatura, erano di estrazione sociale elevata, mentre i fanti erano perlopiù contadini e cittadini provenienti dalle basse classi sociali.

### Il Carroccio a Legnano

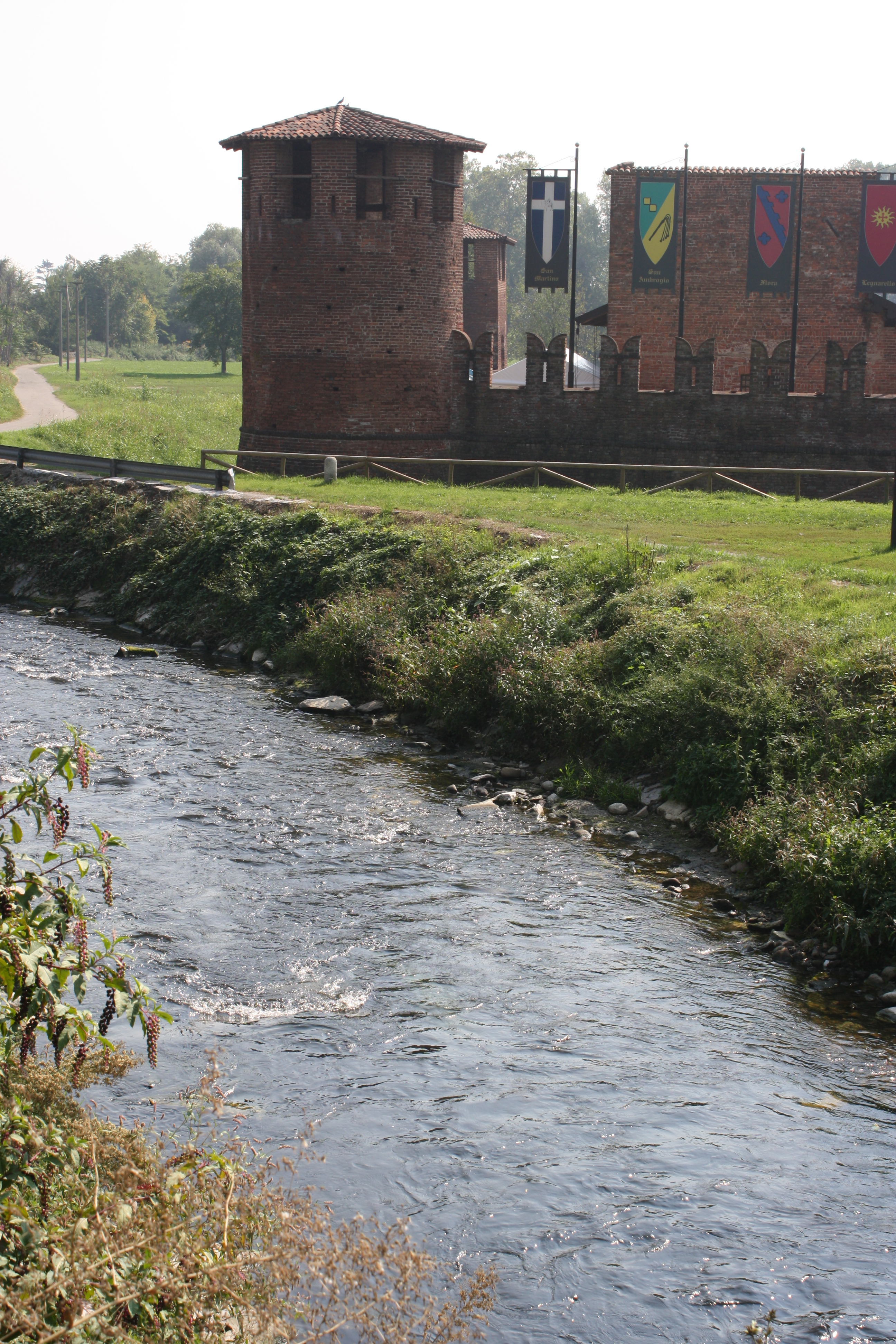
L'Olona presso il castello Visconteo di Legnano

L'informazione riguardante il Barbarossa accampato a Cairate non giunse però ai capi della Lega Lombarda, i quali erano convinti che l'imperatore fosse distante, ancora a Bellinzona in attesa delle truppe di rinforzo. Per questo motivo il Carroccio, l'emblema dell'autonomia dei comuni appartenenti alla Lega Lombarda che trasportava la croce di Ariberto d'Intimiano, scortato da qualche centinaio di uomini della Lega fu trasferito da Milano a Legnano, uscendo dal capoluogo meneghino da Porta Romana, e risalendo poi l'Olona fino alla destinazione finale. A Legnano il Carroccio venne posizionato lungo una scarpata fiancheggiante il fiume, presumibilmente boscosa, per avere una difesa naturale almeno su un lato, quello tracciato dal corso d'acqua.
In questo modo, il Barbarossa, che era atteso lungo il fiume proveniente da Castellanza, sarebbe stato obbligato ad assalire l'esercito comunale in una situazione di svantaggio, dovendo risalire tale avvallamento. Questa scelta si rivelò poi sbagliata: il Barbarossa arrivò infatti da Borsano, cioè dalla parte opposta, obbligando le truppe comunali a resistere intorno al Carroccio con la strada di fuga sbarrata dall'Olona. Un altro possibile motivo che spinse le truppe comunali a posizionare il Carroccio a Legnano fu quello di anticipare il Barbarossa, creduto ancora lontano, facendo un'incursione nel Seprio con l'obiettivo di impedire una nuova alleanza tra i due: il Seprio era infatti un territorio storicamente sodale con l'imperatore insieme con un'altra area della Lombardia, la Martesana.

Un video che mostra le fasi della battaglia di Legnano, evidenziando i movimenti delle truppe

Le truppe della Lega Lombarda presero possesso della zona compresa tra Legnano, Busto Arsizio e Borsano. La restante parte dell'esercito, che nel complesso era formato da circa 15 000 uomini (3 000 dei quali erano cavalieri, mentre 12 000 erano fanti), seguiva con ragguardevole distacco lungo la strada tra il capoluogo lombardo e Legnano. La scelta di collocare il Carroccio a Legnano non fu casuale. All'epoca il borgo rappresentava per chi proveniva da nord un facile accesso al contado milanese, dato che si trovava allo sbocco della Valle Olona, che termina a Castellanza; tale varco doveva essere quindi chiuso e strenuamente difeso per prevenire l'attacco a Milano, che era agevolato anche dalla presenza di un'importante strada che esisteva fin dall'epoca romana, la via Severiana Augusta, che congiungeva Mediolanum (la moderna Milano) con il Verbanus Lacus (il lago Verbano, ovvero il lago Maggiore), e da qui al passo del Sempione (lat. Summo Plano). Il suo percorso poi fu ripreso da Napoleone Bonaparte per realizzare la strada statale del Sempione.
Per tale motivo, a Legnano era presente una fortificazione alto medioevale, il castello dei Cotta, che fu realizzata all'epoca delle incursioni degli Ungari e che fu poi utilizzato durante la battaglia di Legnano come avamposto militare. In seguito, il castello dei Cotta fu sostituito, come baluardo difensivo di Legnano, dal castello Visconteo, che sorge più a sud lungo l'Olona. Il castello dei Cotta era affiancato da un sistema difensivo formato da mura e da un fossato allagabile che cingevano il centro abitato, e da due porte di accesso al borgo: la Legnano medievale si presentava quindi come una cittadella fortificata.
Un secondo motivo che spiega il posizionamento del Carroccio a Legnano risiedeva nel fatto che il Legnanese fosse un territorio non ostile alle truppe della Lega Lombarda, dato che la popolazione della zona era ancora memore delle devastazioni operate da Federico Barbarossa qualche anno prima; queste genti avrebbero quindi fornito appoggio anche logistico alle truppe della Lega. Dal punto di vista strategico, a Legnano l'esercito comunale si trovava quindi in una posizione tale che avrebbe impedito all'imperatore entrambe le mosse più logiche: attaccare Milano oppure raggiungere Pavia.

### Il primo contatto tra gli eserciti a Borsano

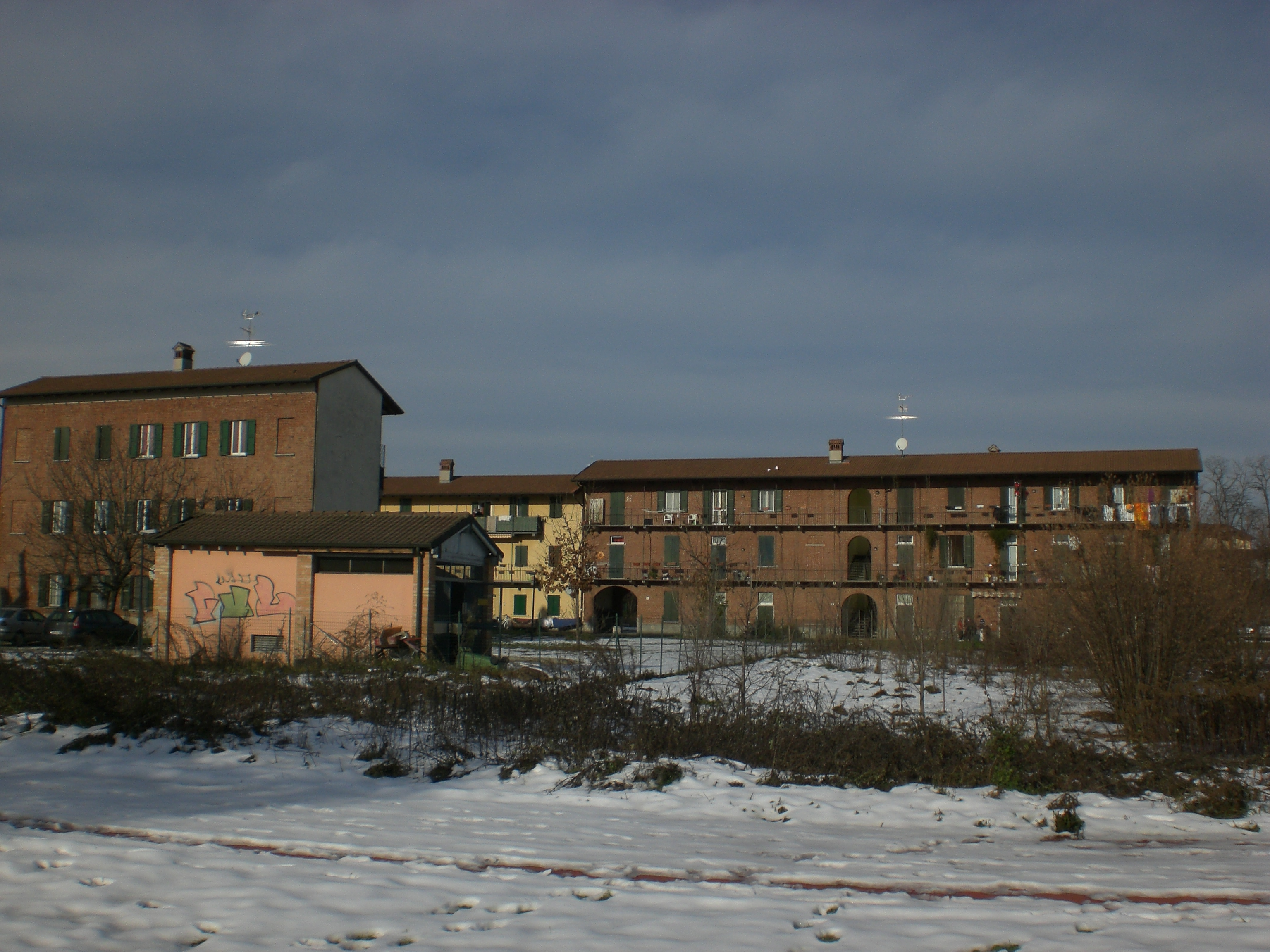
Cascina Brughetto a Sacconago

Dopo aver passato la notte a Cairate, Federico Barbarossa riprese la marcia su Pavia dirigendosi verso il Ticino. Nel frattempo alcune avanguardie dell'esercito della Lega Lombarda di stanza a Legnano, formate da 700 cavalieri, si staccarono dal grosso dell'esercito e perlustrarono il territorio tra Borsano e Busto Arsizio. Secondo altre fonti, i cavalieri controllarono invece la zona tra Borsano e Legnano, oltre cioè gli odierni rioni legnanesi di Ponzella e Mazzafame.
A 3 miglia (circa 4,5 km) da Legnano, nei pressi di Cascina Brughetto, i 700 cavalieri comunali in avanscoperta incrociarono — appena fuori da un bosco — 300 cavalieri dell'esercito imperiale in perlustrazione, che rappresentavano però solo le avanguardie delle truppe di Federico. Essendo numericamente superiori, i cavalieri della Lega attaccarono la colonna imperiale riuscendo, perlomeno all'inizio, ad avere la meglio. Subito dopo i primi scontri, il Barbarossa sopraggiunse con il grosso dell'esercito e caricò le truppe comunali. Alcuni cronisti dell'epoca riportano che i consiglieri del Barbarossa avessero suggerito all'imperatore di temporeggiare per preparare una nuova strategia, ma il sovrano avrebbe rifiutato per approfittare della superiorità numerica e per non essere costretto a indietreggiare verso territori ostili; inoltre, una ritirata avrebbe intaccato il prestigio dell'imperatore. Le sorti della battaglia dunque si ribaltarono e le truppe imperiali costrinsero le prime file dell'esercito comunale a indietreggiare in preda alla confusione.
Il forte impatto subìto obbligò poi i cavalieri comunali a ritirarsi verso Milano, lasciando soli i soldati che erano a Legnano a difesa del Carroccio. Il Barbarossa decise quindi di attaccare quest'ultimo con la cavalleria, dato che esso era difeso solo dalla fanteria — secondo i canoni dell'epoca reputata nettamente inferiore alla cavalleria — e da un esiguo numero di milizie a cavallo.

### La difesa del Carroccio a Legnano e l'epilogo
A questo punto accadde un fatto eccezionale rispetto alla tradizionale dominanza della cavalleria sulle fanterie propria di quel periodo. A Legnano i fanti comunali, con i pochi cavalieri rimasti, dopo essere stati attaccati dal Barbarossa, si sistemarono intorno al Carroccio (mantenendo però una certa distanza dal simbolo delle loro municipalità), organizzandosi su alcune linee difensive lungo un semicerchio ampio 2–3 km, ognuna delle quali era formata da soldati protetti da scudi. Tra uno scudo e l'altro erano poi allungate le lance, con la prima fila di fanti che combatteva in ginocchio così da formare un coacervo di lance puntate contro il nemico. Durante il combattimento, che durò otto-nove ore dal mattino alle tre del pomeriggio e che fu caratterizzato da ripetute cariche inframmezzate da lunghe pause per far rifiatare e risistemare gli eserciti, le prime due linee infine cedettero, ma la terza resistette agli urti. Secondo altre fonti, le file che capitolarono furono invece quattro, con una quinta e ultima che respinse gli attacchi.

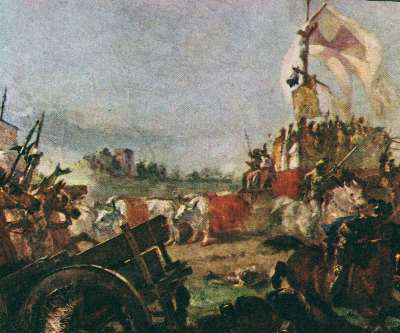
Il Carroccio durante la battaglia di Legnano in un dipinto di Amos Cassioli

Nel frattempo le truppe comunali che stavano ripiegando verso Milano incontrarono il grosso dell'esercito della Lega Lombarda in movimento verso Legnano; l'esercito comunale, ora riunificato, dopo essersi riorganizzato si mosse verso Legnano e giunto nel punto dove si trovava il Carroccio attaccò sui fianchi e da tergo le truppe imperiali, che erano già stanche per i vani assalti al carro comunale. Con l'arrivo della cavalleria, anche i fanti intorno al carro comunale passarono alla controffensiva. Intuendo che il cuore della battaglia fosse ormai intorno al Carroccio, Federico Barbarossa, con l'audacia che gli era abituale, si gettò nel mezzo della mischia cercando di incoraggiare le sue truppe, senza però apprezzabile risultato. Nel fervore della battaglia il suo cavallo fu ferito a morte e l'imperatore sparì alla vista dei combattenti; in aggiunta, il portastendardo dell'esercito imperiale fu ucciso trapassato da una lancia. Gli imperiali, attaccati su due lati, cominciarono quindi a scoraggiarsi e andarono incontro a una sconfitta totale.
La strategia degli imperiali di resistere fino a sera per poi, al termine dello scontro, ripiegare per rifiatare e riorganizzarsi non andò a buon fine. Essi tentarono di fuggire verso il Ticino passando da Dairago e Turbigo, ma furono inseguiti dalle truppe della Lega Lombarda per otto miglia. Le acque del fiume furono il teatro delle ultime fasi della battaglia, che si concluse con la cattura e l'uccisione di molti soldati dell'esercito imperiale e con il saccheggio del campo militare di Federico Barbarossa a Legnano. L'imperatore stesso incontrò difficoltà a sfuggire alla cattura e a raggiungere la fedele Pavia.
Dopo la battaglia i milanesi scrissero ai bolognesi, loro alleati nella Lega, una lettera dove affermavano, tra le altre cose, di avere in custodia, proprio a Milano, un cospicuo bottino in oro e argento, lo stendardo, lo scudo e la lancia imperiale e un gran numero di prigionieri, tra cui il conte Bertoldo IV di Zähringen (uno dei principi dell'Impero), Filippo d'Alsazia (uno dei nipoti dell'imperatrice) e Gosvino di Heinsberg (il fratello dell'arcivescovo di Colonia).

## Le perdite degli schieramenti

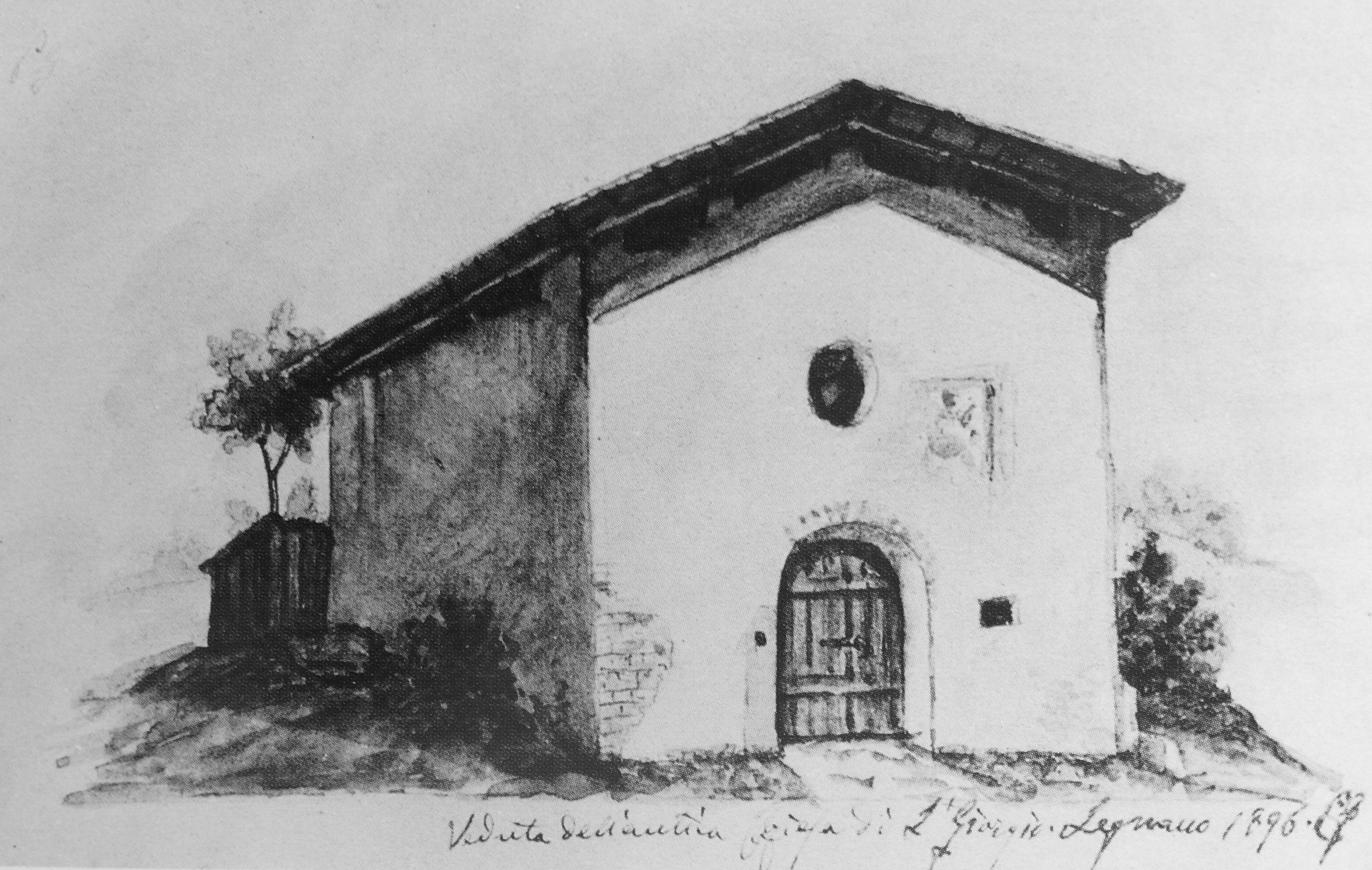
L'antica chiesetta medievale di San Giorgio in un acquarello di Giuseppe Pirovano del 1892

Non si hanno dati precisi sulle perdite subìte dai due eserciti che si fronteggiarono nella battaglia di Legnano; dalle descrizioni in nostro possesso, si può però affermare che quelle imperiali furono pesanti, mentre le perdite ascrivibili all'esercito comunale furono abbastanza lievi.
In base ad alcuni studi condotti da Guido Sutermeister, parte dei morti della battaglia di Legnano furono seppelliti intorno alla chiesetta di San Giorgio, ora non più esistente, che un tempo si trovava sulla sommità della collina di San Martino lungo la moderna via Dandolo, nei pressi dell'omonima chiesa legnanese.

## L'analisi della battaglia

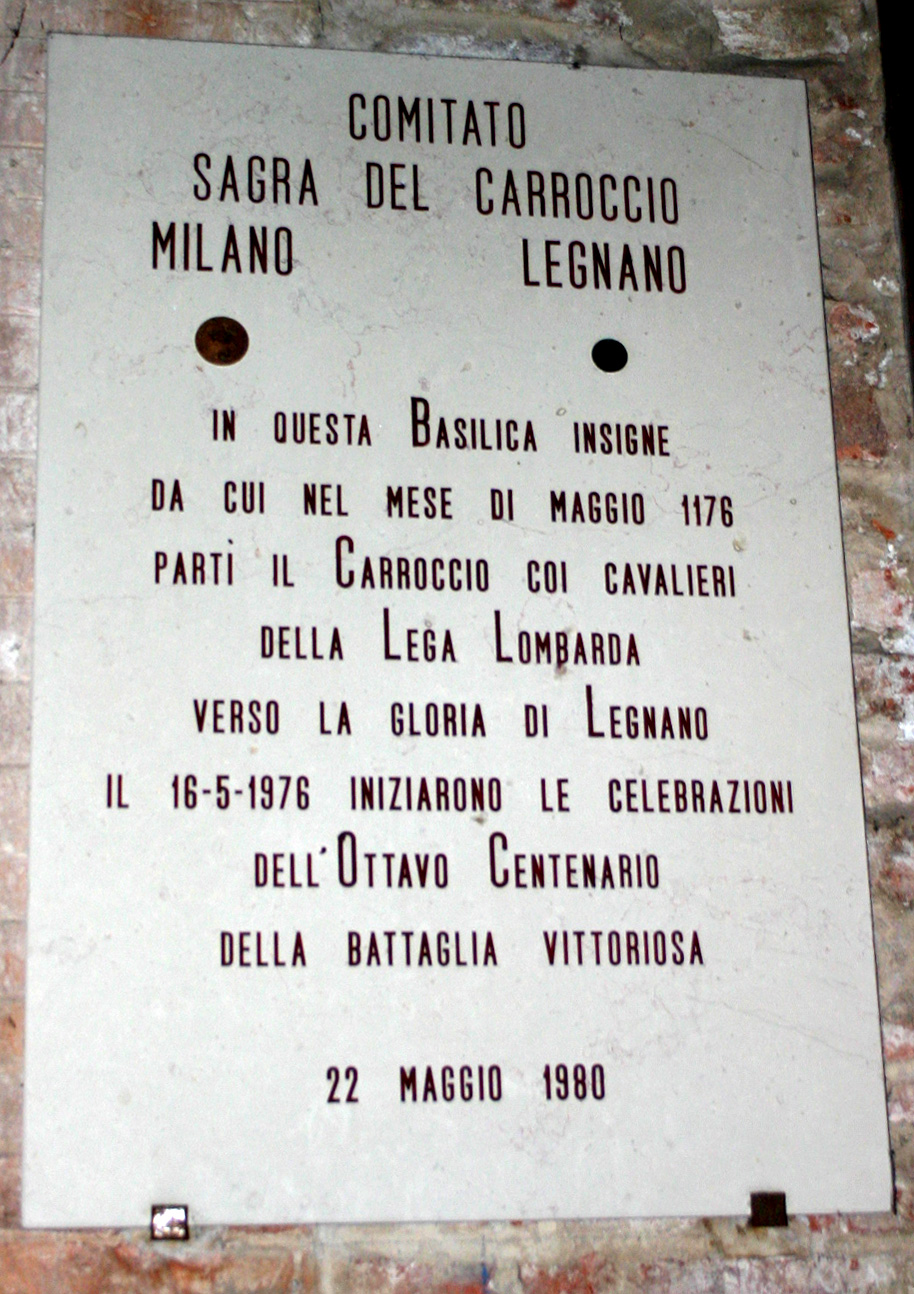
Lapide che commemora la partenza del Carroccio dalla chiesa di san Simpliciano verso Legnano poco prima dell'omonima battaglia

Dal punto di vista militare, la battaglia di Legnano fu uno scontro rilevante che coinvolse un numero ragguardevole di uomini. Altre battaglie importanti combattute nello stesso periodo non impiegarono infatti un numero di soldati paragonabile: ad esempio, nella battaglia di Muret furono coinvolti 1 400 cavalieri aragonesi e 800 francesi.
A livello strategico, lo scontro tra i due eserciti fu accuratamente preparato da entrambe le fazioni. Il Barbarossa scelse meticolosamente il luogo dove attraversare le Alpi, decidendo di aspettare i rinforzi e di valicare di nuovo l'arco alpino centralmente in luogo del consueto Brennero, per riuscire agevolmente a raggiungere Pavia. La seconda scelta avrebbe comportato infatti un tragitto molto più lungo e in territorio nemico. Inoltre, accorciando il tragitto verso Alessandria, suo reale obiettivo, puntò sull'effetto sorpresa, che in parte ottenne. Anche i capi della Lega Lombarda agirono con lungimiranza: per battere sul tempo l'imperatore, anticiparono i tempi e si mossero verso Legnano per sbarrargli la strada verso il resto del suo esercito, obbligandolo a combattere in un territorio a loro conosciuto e quindi favorevole.
Una delle fasi più importanti della battaglia fu l'energica resistenza della fanteria intorno al Carroccio dopo il temporaneo ripiegamento della cavalleria; sotto l'emblema dell'autonomia delle loro municipalità, i fanti comunali resistettero infatti contro un esercito militarmente superiore e per di più a cavallo. Il Carroccio aveva anche una funzione tattica: essendo un simbolo molto importante, in caso di ripiegamento, l'esercito comunale sarebbe stato obbligato a proteggerlo a ogni costo, e così accadde che, proprio per rimanere attorno al carro, i fanti comunali si organizzarono in un sistema difensivo a semicerchio. La posizione delle lance all'interno di questa formazione, tutte rivolte all'esterno, fu sicuramente un altro motivo della vittoriosa resistenza, dato che costituì un baluardo difensivo difficilmente superabile. Inoltre le truppe comunali, raggruppate su base territoriale, erano legate da rapporti di parentela o di vicinato, che contribuirono a compattare ulteriormente le file. Oltre a combattere per i loro commilitoni, i soldati comunali lottavano anche per la libertà della loro città e per difendere i loro averi e ciò portò a un ulteriore stimolo alla resistenza contro il nemico.
Questa battaglia rappresenta uno dei primi esempi in cui la fanteria medievale poté dimostrare il suo potenziale tattico nei confronti della cavalleria. Il merito della vittoria delle truppe comunali va però anche condiviso con la cavalleria leggera, giunta in seguito, che effettuò la carica decisiva contro gli imperiali.

## Le fonti e i luoghi della battaglia

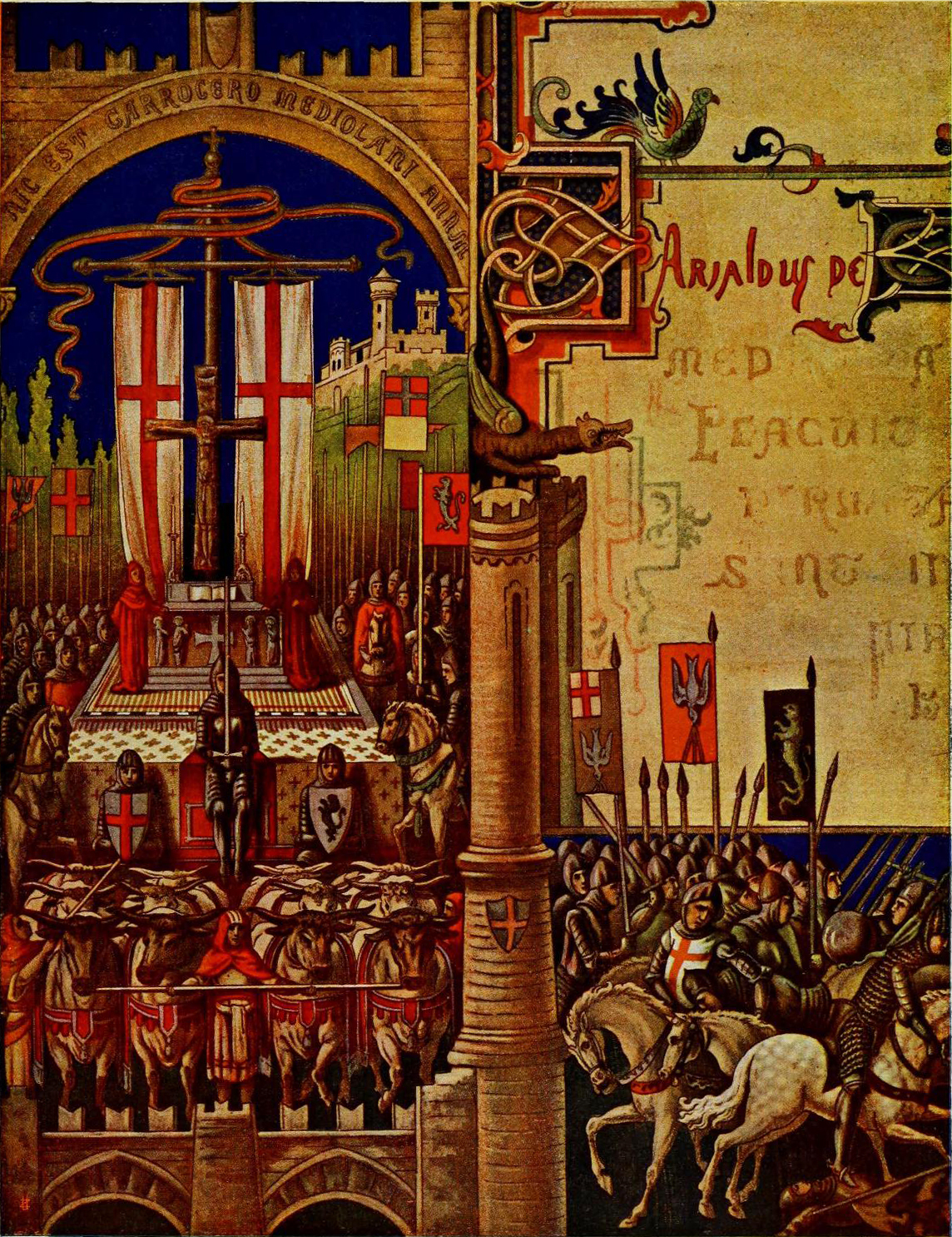
Il Carroccio con la croce di Ariberto da Intimiano

A secoli di distanza, data la scarsità di informazioni autentiche scritte dai cronisti contemporanei agli eventi, è difficile stabilire con precisione i luoghi dove avvennero gli scontri. Le cronache dell'epoca che trattano della battaglia di Legnano sono infatti dei brevi scritti formati da un numero di parole compreso tra le cento e le duecento; l'eccezione è la Vita di Alessandro III redatta dal cardinale Bosone, che raggiunge le quattrocento parole. In qualche occasione si rileva il problema delle storpiature dei toponimi effettuate dai copisti dell'epoca, che non conoscevano la geografia della zona.
Le fonti contemporanee che trattano della battaglia di Legnano si dividono in tre categorie: le cronache redatte dai milanesi o dalle città federate nella Lega Lombarda, quelle scritte dagli imperiali o dai loro alleati e i documenti ecclesiastici di parte papale. Le cronache milanesi coeve riportano all'unanimità che la battaglia sia stata combattuta de, apud, iuxta, ad Lignanum oppure inter Legnanum et Ticinum. Tra di esse spicca un documento compilato da due cronisti anonimi ("Gesta Federici I imperatoris in Lombardia" ovvero "Le gesta dell'imperatore Federico I in Lombardia"), le cui due parti del testo, una scritta da un cronista sconosciuto tra il 1154 e il 1167 e l'altra completata da un altro anonimo nel 1177, sono state ricopiate nel 1230 da Sire Raul. Riferiscono apud Legnanum anche gli annali di Brescia, di Crema, il cronista genovese Ottobono, Salimbene da Parma e il vescovo di Crema. Le cronache contemporanee di parte imperiale, invece, non specificano i luoghi dello scontro ma si limitano a descrivere gli avvenimenti; tra i documenti di parte teutonica, i più importanti sono gli annali di Colonia, gli scritti di Ottone di Frisinga e le cronache di Goffredo da Viterbo. Le fonti ecclesiastiche coeve più importanti sono gli scritti dell'arcivescovo di Salerno e la Vita di Alessandro III redatta dal cardinale Bosone, con i primi che non riferiscono l'indicazione dei luoghi, e i secondi che riportano il toponimo storpiato di Barranum.
Tra le fonti posteriori alla battaglia, Bonvesin de la Riva, che scrisse circa un secolo dopo il combattimento, affermò che lo scontro fosse avvenuto «inter Brossanum et Legnanum», mentre Goffredo da Bussero, contemporaneo di Bonvesin de la Riva, riporta che «imperator victus a Mediolanensisbus inter Legnanum et Borsanum».
La prima fase della battaglia, che è collegata allo scontro iniziale tra i due eserciti, pare abbia avuto luogo tra Borsano e Busto Arsizio. Questa tesi è suffragata, tra l'altro, dal documento dei due cronisti anonimi, dove si racconta che:
(Cronisti anonimi, Le gesta dell'imperatore Federico I in Lombardia)
Per quanto riguarda invece le fasi finali della battaglia, che sono ricollegate alla difesa del Carroccio e ai successivi e risolutivi scontri tra i due eserciti, la Vita di Alessandro III di Bosone, contemporaneo della battaglia, fornisce un'indicazione importante: in tale testo si indicano i toponimi, evidentemente storpiati dai copisti, di Barranum e Brixianum, che potrebbero indicare Legnano e Borsano oppure Busto Arsizio e Borsano, e la distanza precisa tra il luogo delle ultime fasi della battaglia e Milano, 15 miglia (circa 22 km), che è l'esatta distanza tra Legnano e il capoluogo lombardo. Questa distanza di 15 miglia è stata poi utilizzata per riferirsi a Legnano anche in documenti successivi. Nella Vita di Alessandro III, infatti, si legge che:
(Vita di Alessandro III del cardinale Bosone)
La stessa fonte cita anche la distanza di 3 miglia (circa 4,5 km) da Legnano in riferimento al primo contatto dei due eserciti, confermando l'ipotesi che questa fase dello scontro sia avvenuta tra Borsano e Busto Arsizio. Lo stesso documento riporta infatti che:
(Vita di Alessandro III del cardinale Bosone)
Per quanto riguarda l'individuazione del luogo dove le truppe della Lega Lombarda in fuga incontrarono la restante parte dell'esercito, le fonti sono discordanti. Le cronache del cardinal Bosone riportano infatti che l'incrocio dei due eserciti sia avvenuto a mezzo miglio (circa 700 m) dal Carroccio:
(Vita di Alessandro III del cardinale Bosone)
Gli annali di Piacenza invece riferiscono che il contatto si sia verificato nei pressi di Milano:
(Annali di Piacenza)
Per quanto concerne l'ubicazione esatta del Carroccio in riferimento alla topografia della Legnano attuale, una delle cronache dello scontro, gli Annali di Colonia, contengono un'informazione importante:
(Annali di Colonia)

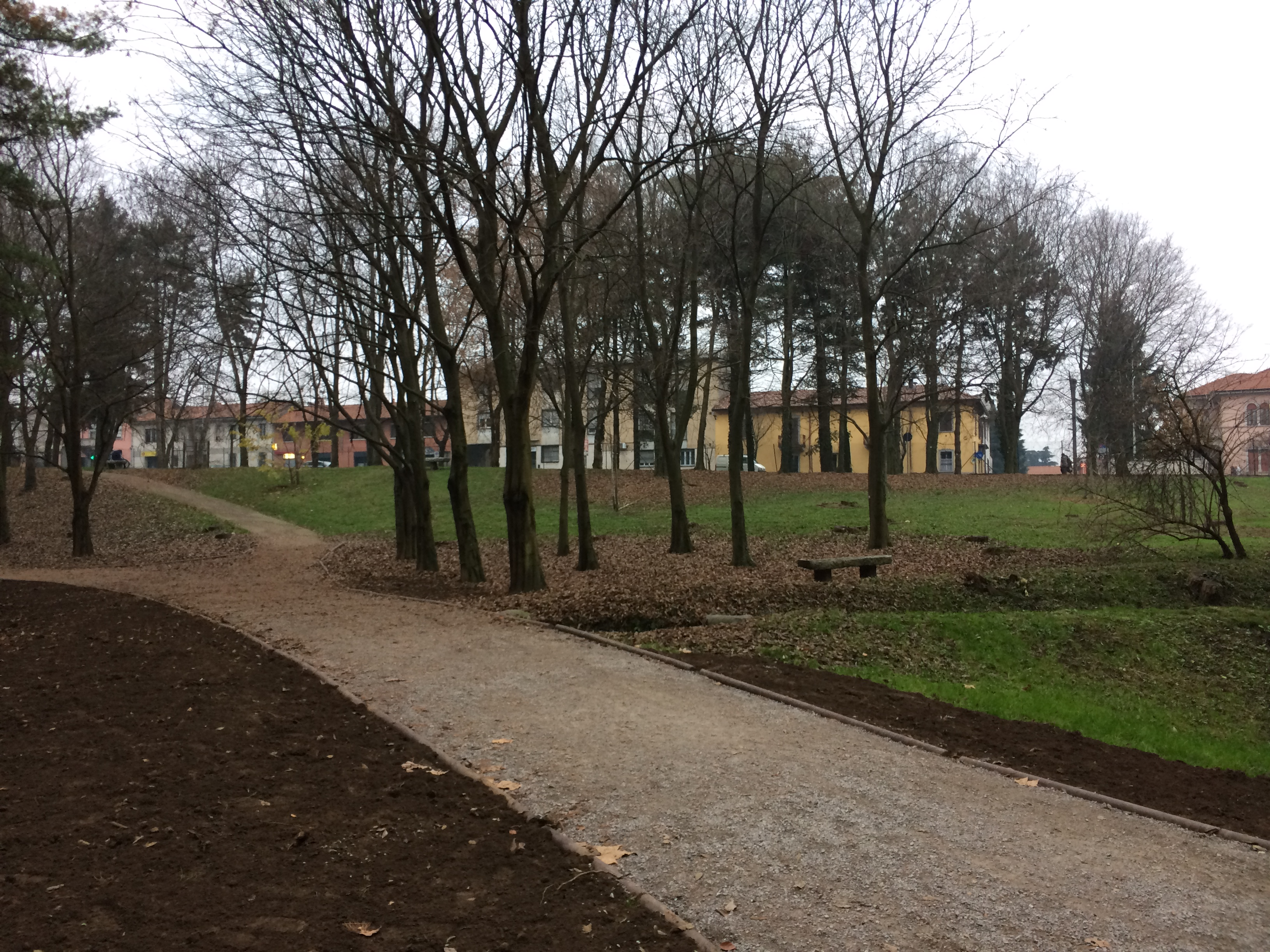
Scorcio del parco Castello a Legnano. Sullo sfondo si vede il quartiere legnanese di Costa San Giorgio, mentre in primo piano è visibile parte della scarpata che potrebbe essere stata teatro della battaglia di Legnano

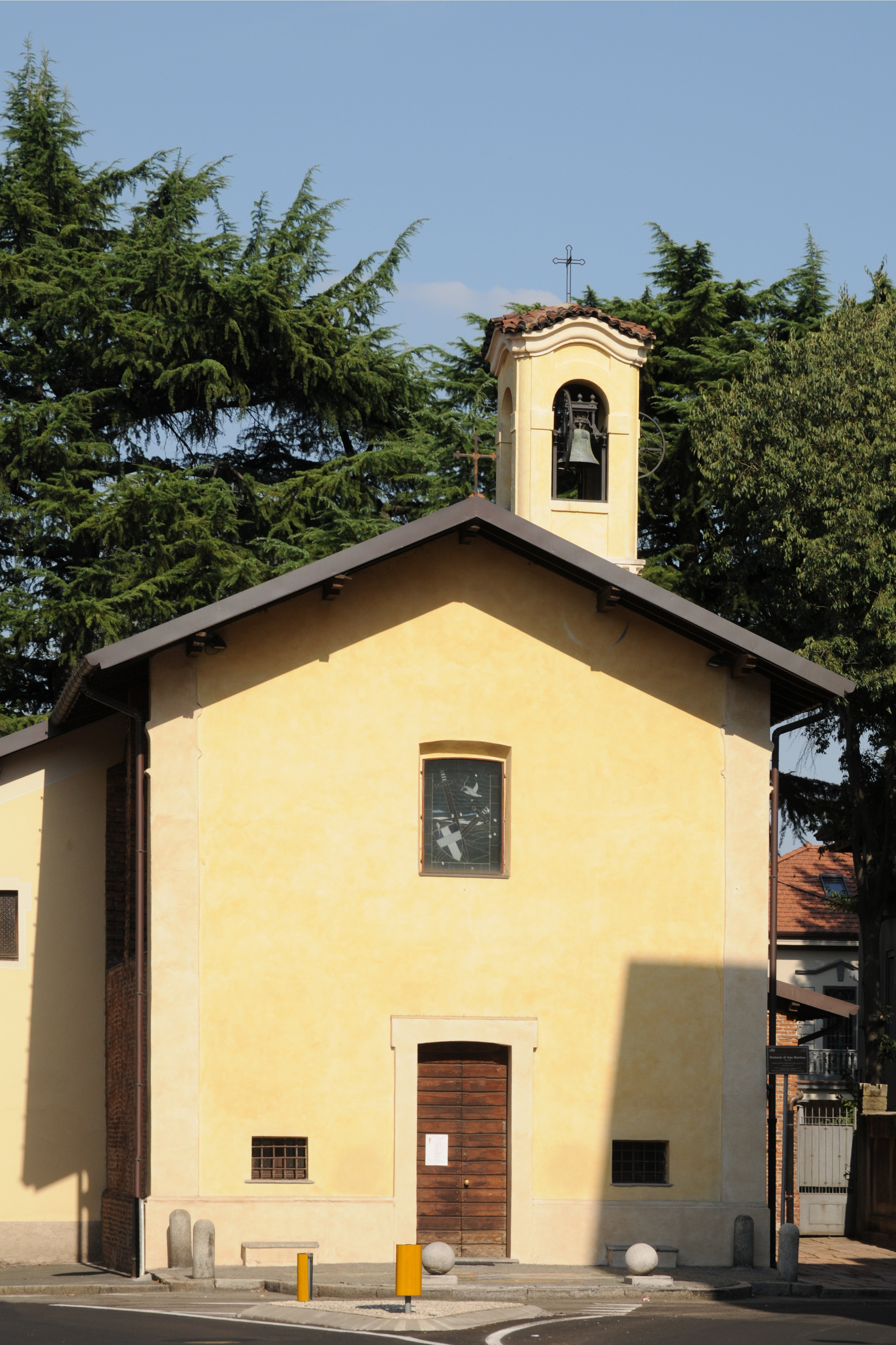
La chiesa di San Martino a Legnano, che domina un pendio che digrada verso l'Olona, altro possibile luogo dove potrebbe essere stata combattuta la battaglia di Legnano

Ciò farebbe pensare al fatto che il Carroccio fosse situato sul bordo di un ripido pendio fiancheggiante l'Olona, così che la cavalleria imperiale, il cui arrivo era previsto lungo il corso del fiume, sarebbe stata obbligata ad assalire il centro dell'esercito della Lega Lombarda risalendo la scarpata. Considerando l'evoluzione dello scontro questo potrebbe significare che le fasi cruciali a difesa del Carroccio siano state combattute sul territorio della contrada legnanese di San Martino (più precisamente, nei pressi dell'omonima chiesa quattrocentesca, che infatti domina un pendio che digrada verso l'Olona) oppure del quartiere legnanese di "costa di San Giorgio", non essendo in altra parte delle zone limitrofe individuabile un altro avvallamento con le caratteristiche adatte alla sua difesa. Considerando l'ultima ipotesi citata, lo scontro finale potrebbe essere avvenuto anche su parte del territorio ora appartenente alle contrade legnanesi di Sant'Ambrogio e San Magno (tra il quartiere di "costa di San Giorgio" e l'Olona è ancora oggi presente un ripido pendio: questa scarpata è stata in seguito inclusa nel parco Castello) e al comune di San Giorgio su Legnano.
Una leggenda popolare narra che a quei tempi una galleria sotterranea mettesse in comunicazione San Giorgio su Legnano al castello Visconteo di Legnano e che per questo cunicolo Federico Barbarossa fosse riuscito a fuggire e a salvarsi dopo la sconfitta. Verso la fine del XX secolo, durante alcuni scavi, furono effettivamente trovati dei tronconi di una galleria sotterranea molto antica: il primo fu trovato non lontano da San Giorgio su Legnano, mentre il secondo troncone fu scoperto a Legnano. Entrambi vennero subito ostruiti dall'amministrazione comunale per ragioni di sicurezza. Durante alcuni scavi effettuati nel 2014 presso il castello Visconteo di Legnano è stato individuato l'ingresso di un'altra galleria sotterranea.

## Le conseguenze della battaglia

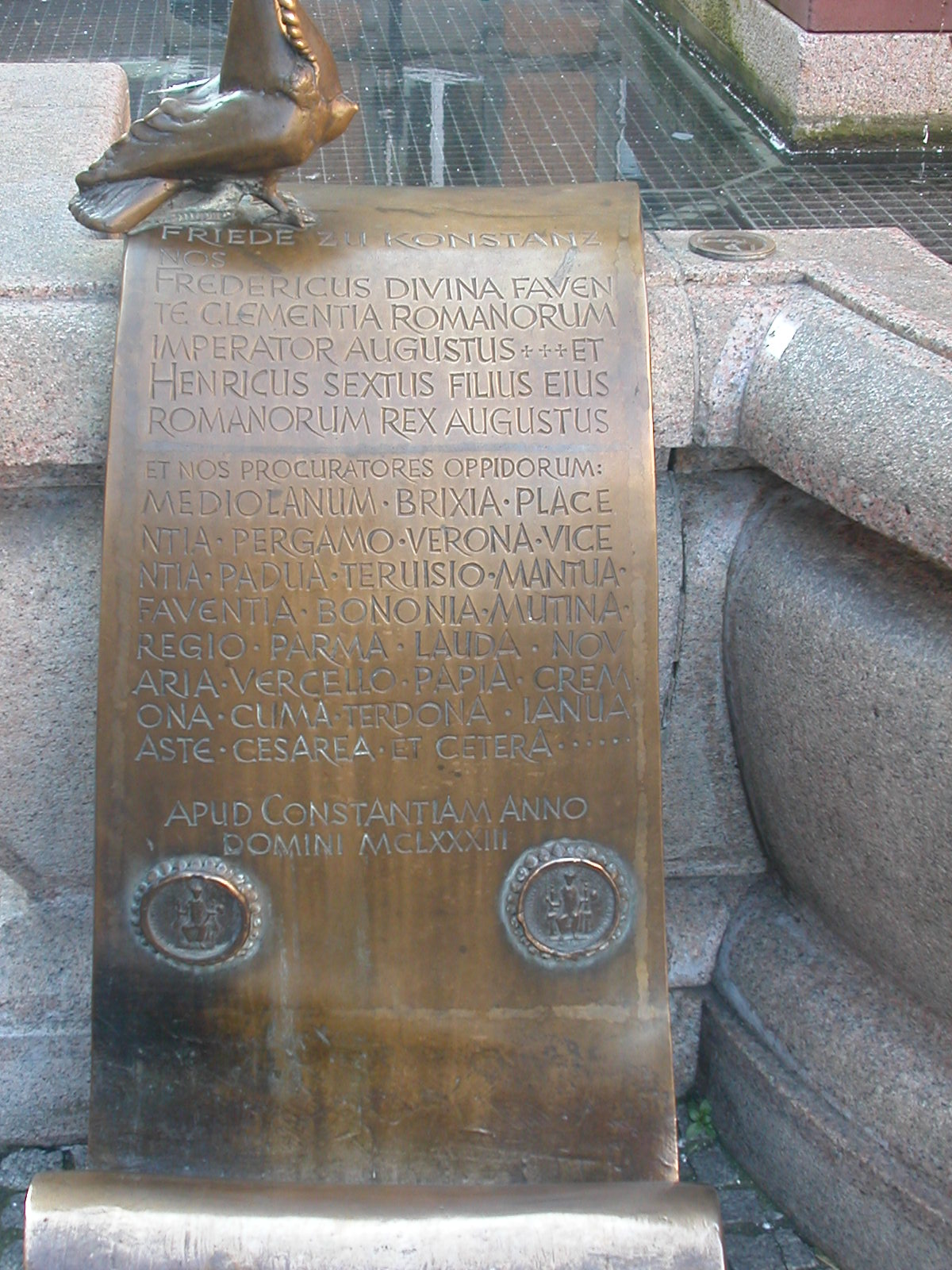
Costanza: lapide commemorativa del trattato di pace

La battaglia di Legnano pose fine alla quinta discesa in Italia di Federico Barbarossa e al suo tentativo di egemonizzazione dei comuni dell'Italia settentrionale. Federico perse inoltre l'appoggio militare dei principi tedeschi, i quali, dopo i 10 000 cavalieri forniti all'inizio della sua campagna e i 3 000 faticosamente raccolti poco prima della battaglia di Legnano, difficilmente avrebbero concesso altri aiuti al Barbarossa per sanare la situazione italiana, che a loro avrebbe portato ben pochi benefici. Non avendo più appoggi in Patria, Federico, per cercare di risolvere il contenzioso, tentò l'approccio diplomatico, con l'armistizio che venne sottoscritto al congresso di Venezia del 1177. In questo accordo, l'imperatore riconobbe, tra l'altro, Alessandro III come legittimo pontefice e si sottomise al potere papale ricomponendo lo scisma che si era creato qualche anno prima.
I primi negoziati per la pace definitiva avvennero a Piacenza tra il marzo e il maggio del 1183. La Lega Lombarda chiese a Federico Barbarossa la completa autonomia delle città, la possibilità di queste ultime di erigere liberamente mura e fortificazioni, l'esenzione da ogni tipo di tasse e l'assenza di qualsiasi tipo di ingerenza da parte dell'imperatore nelle questioni locali; richieste a cui Federico Barbarossa, in prima battuta, si oppose fermamente. Poco prima dei negoziati di Piacenza, in ottica imperiale, accadde però un fatto importante: Alessandria si sottomise al potere imperiale e venne riconosciuta da Federico come città dell'Impero.
Il prosieguo dei negoziati portò alla firma della pace di Costanza (25 giugno 1183), che prevedeva innanzitutto il riconoscimento della Lega Lombarda da parte di Federico Barbarossa. Per quanto riguarda le singole città, l'imperatore faceva concessioni amministrative, politiche e giudiziarie; in particolare, Federico concesse un'ampia autonomia rispetto alla gestione delle risorse del territorio come i boschi, le acque e i mulini, nei confronti delle cause giudiziarie e le relative pene e, infine, riguardo agli aspetti militari, come il reclutamento dell'esercito e la libera costruzione di mura difensive e di castelli. Per quanto concerneva le vicende giudiziarie, i vicari imperiali sarebbero intervenuti nelle contese solo per le cause d'appello che avessero coinvolto beni o risarcimenti di valore superiore a 25 lire, ma applicando le leggi vigenti nei singoli comuni. Inoltre, il Barbarossa confermava le consuetudini che le città avevano conquistato nei trent'anni di scontri con l'Impero, e concedeva ufficialmente alle municipalità il diritto di avere un console, che doveva però giurare fedeltà all'imperatore.
I comuni della Lega Lombarda, invece, riconoscevano formalmente l'autorità imperiale e accettavano di pagare il fodro ma non le regalie, che rimanevano alle municipalità. Inoltre, le municipalità italiane accettarono di versare all'Impero, come tasse, 15 000 lire una tantum e un obolo annuo di 2 000 lire. A guadagnarci dalla sconfitta di Federico Barbarossa non furono solo i comuni italiani, ma anche il Papato, che riuscì a rimarcare la sua posizione di superiorità sull'Impero. La pace di Costanza fu l'unico riconoscimento imperiale delle prerogative dei comuni italiani: per tale motivo, venne celebrata per secoli.

## Alberto da Giussano e la Compagnia della Morte

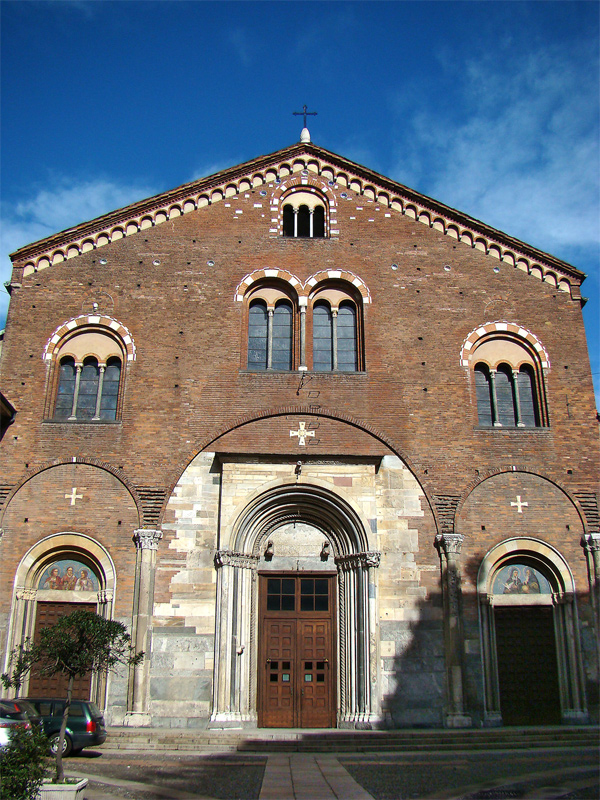
La basilica di San Simpliciano di Milano

Secondo una leggenda raccontata per la prima volta dal cronista trecentesco Galvano Fiamma, che scriveva 150 anni dopo la battaglia, alla testa della cavalleria comunale si trovava una compagine militare chiamata Compagnia della Morte, composta da 900 cavalieri e guidata da Alberto da Giussano. La Compagnia della Morte, sempre secondo Galvano, doveva il suo nome al giuramento che fecero i suoi componenti, che prevedeva la lotta fino all'ultimo respiro senza mai abbassare le armi. Secondo queste cronache, Alberto da Giussano era coadiuvato dai fratelli Ottone e Raniero.
I racconti di Fiamma andrebbero presi però con il beneficio del dubbio dato che nelle sue cronache sono presenti inesattezze, imprecisioni e fatti leggendari. Per quanto concerne quest'ultimo aspetto, Fiamma dichiara che un certo "prete Leone" aveva visto tre colombe uscire dalle sepolture dei santi Sisinnio, Martirio e Alessandro (festeggiati proprio il 29 maggio) alla basilica di San Simpliciano di Milano. Durante la battaglia, i tre uccelli prima si posarono sul Carroccio causando la fuga del Barbarossa e poi, spaventati dai furiosi combattimenti, si ripararono in una zona boscosa della località San Bernardino a Legnano. Nelle cronache di Galvano è anche citato il fatto che le compagini militari che difesero il Carroccio fossero tre. La prima era la Compagnia della Morte, i cui 900 cavalieri erano ognuno provvisto di un anello d'oro; la seconda compagnia era invece formata da 300 popolani a guardia del Carroccio, mentre la terza sarebbe stata costituita da 300 carri falcati, ognuno dei quali era guidato da dieci soldati.

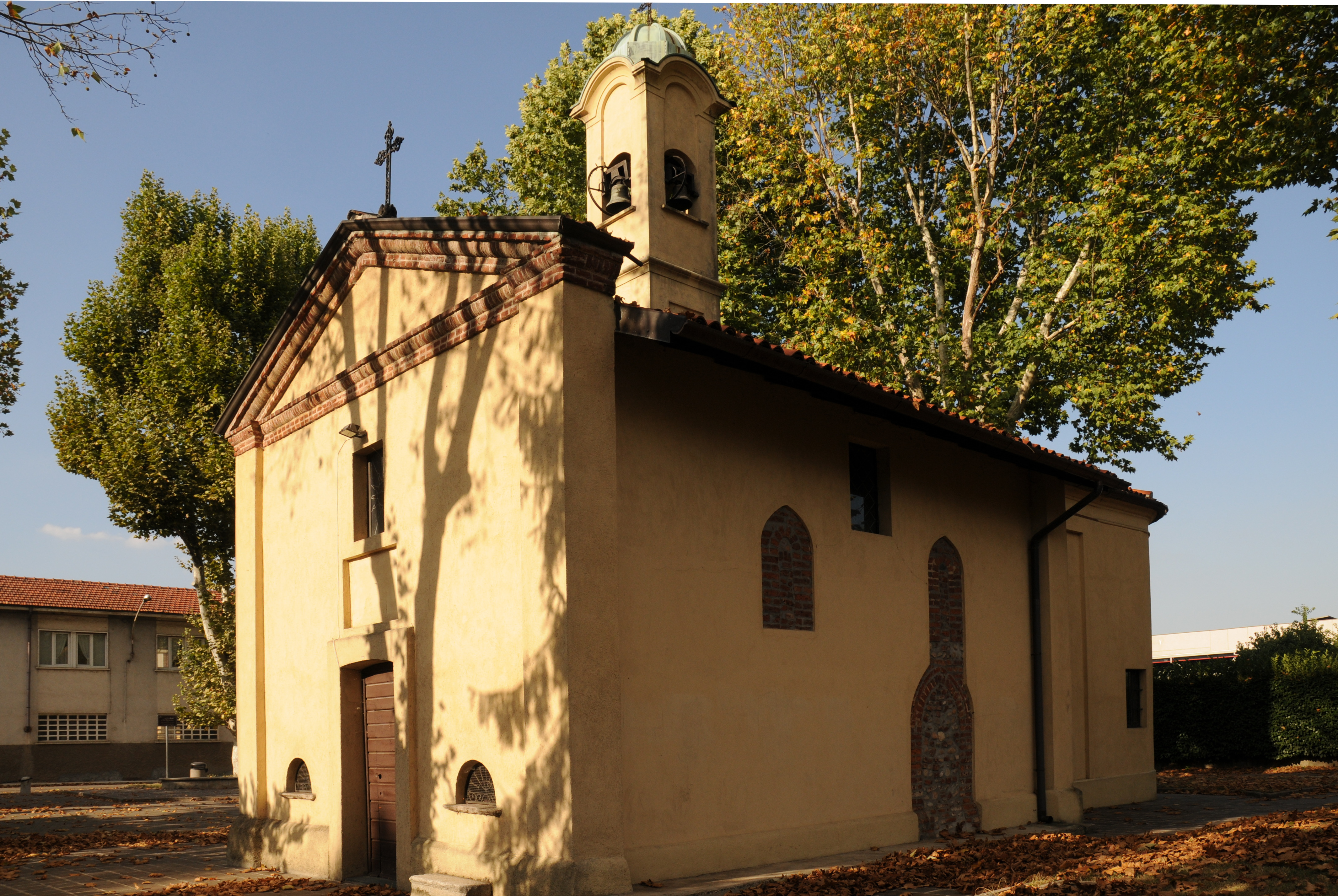
La chiesa di San Bernardino a Legnano

Da queste asserzioni si può certamente dedurre l'inattendibilità dei racconti del Galvano: è infatti inverosimile che la battaglia sia stata vinta dalla Lega Lombarda grazie a tre colombe che misero in fuga il Barbarossa, e pare molto poco probabile che prete Leone abbia visto l'intero itinerario dei tre uccelli dalle tombe dei santi a Milano fino a Legnano. Inoltre sembra improbabile il fatto che Milano, durante la situazione di ristrettezze economiche causata dalla guerra, avesse fornito ben 900 anelli d'oro ai cavalieri. In aggiunta pare altrettanto strano che le altre cronache dell'epoca non menzionino né la presenza di 300 carri falcati, che sarebbe stato un avvenimento molto particolare senz'altro degno di nota, né Alberto da Giussano né le tre compagnie militari. Galvano Fiamma, infine, nei suoi scritti, riporta il toponimo storpiato di "Carate" in luogo di Cairate e asserisce che gli scontri tra il Barbarossa e la Lega Lombarda siano stati ben due, uno a "Carate" (1176) e il secondo tra Legnano e Dairago (29 maggio 1177), inventando quindi una fantomatica battaglia di Carate e spostando lo scontro di Legnano all'anno successivo.
Ciò suffraga la tesi che questi fatti raccontati, in realtà, non siano altro che delle fantasie di Galvano. Il fatto che Alberto da Giussano e la Compagnia della Morte non siano mai esistiti è stato poi confermato da molte analisi storiche che si sono svolte nei secoli seguenti. Il motivo dell'invenzione della figura di Alberto da Giussano da parte di Galvano Fiamma risiede probabilmente nel tentativo di fornire alla Lega Lombarda una figura dai connotati eroici ed epici che facesse da contraltare a quella del Barbarossa.

## Memoria della battaglia

### Il significato postumo

Corso Garibaldi verso piazza San Magno a Legnano. Sulla sinistra, si intravede il balcone da cui Giuseppe Garibaldi parlò ai legnanesi, in seguito demolito insieme con l'edificio. Al suo posto ora si trova il retro della sede centrale della Banca di Legnano.

Nei secoli successivi, la battaglia di Legnano non restò nella memoria degli italiani perché la Penisola continuò a essere divisa in molti Stati — autonomi o dipendenti da potenze straniere — caratterizzati da usi, costumi e lingue locali differenti: in altre parole, in Italia, per secoli, non esistette una coscienza collettiva nazionale che fissasse nell'immaginario collettivo lo scontro tra la Lega Lombarda e Federico Barbarossa. La battaglia di Legnano venne rivalutata come uno dei simboli della lotta per l'unità nazionale nel XIX secolo, quando l'Italia incominciò a essere percorsa da fermenti patriottici indirizzati alla cacciata degli austriaci dal suolo nazionale; in questo contesto, la battaglia di Legnano fu riscoperta dagli intellettuali dell'epoca, complice anche la medesima origine teutonica che accomunava Federico Barbarossa agli imperatori austriaci. In particolare, a metà del XIX secolo, gli intellettuali risorgimentali diedero molta evidenza ai fatti leggendari collegati alla battaglia, come le tre colombe sul Carroccio che avrebbero messo in fuga Federico Barbarossa o la presenza, tra le file della Lega Lombarda, di Alberto da Giussano. 

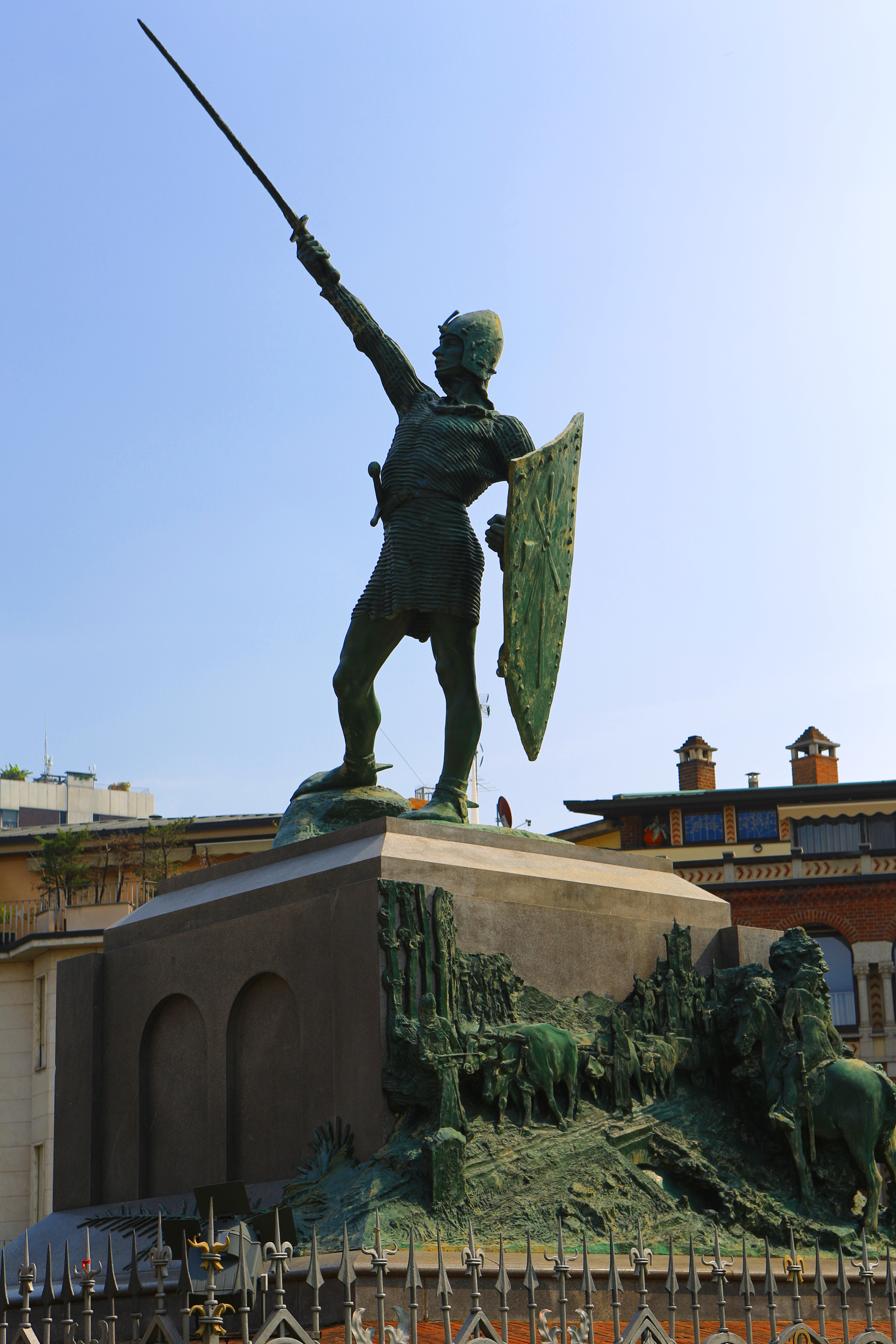
Il Monumento al Guerriero di Legnano

Per tale motivo, nel Canto degli italiani fu inserito un riferimento alla battaglia di Legnano: esso infatti recita « [...] Dall'Alpi a Sicilia dovunque è Legnano [...]» in ricordo della vittoria delle popolazioni italiane su quelle straniere. Questo componimento, scritto da Goffredo Mameli nell'autunno del 1847 in pieno periodo risorgimentale e successivamente musicato da Michele Novaro, fu poi scelto, il 12 ottobre 1946, come inno nazionale della Repubblica Italiana. Grazie a questo scontro, Legnano è l'unica città, oltre a Roma, a essere citata nell'inno di Mameli.
Il 16 giugno 1862, a Risorgimento quasi concluso, Giuseppe Garibaldi visitò Legnano; da un balcone di un palazzo del centro cittadino l'Eroe dei due mondi fece un discorso ai legnanesi incitandoli a erigere un'opera scultorea in ricordo della battaglia con queste parole:
(Giuseppe Garibaldi)
I legnanesi seguirono l'esortazione di Garibaldi e nel 1876 innalzarono un primo monumento in occasione del settecentesimo anniversario dello scontro. Questa statua, che venne realizzata da Egidio Pozzi, fu poi sostituita nel 1900 dal Monumento al Guerriero di Legnano, opera bronzea di Enrico Butti spesso erroneamente associata al condottiero leggendario Alberto da Giussano.
Da un punto di vista strettamente storico, la battaglia di Legnano non fece tuttavia parte di una guerra contro lo straniero: infatti, nell'esercito imperiale, erano compresi anche i pavesi e i comaschi, che si allearono con il Barbarossa per arginare l'espansione di Milano. I comuni italiani che presero parte alla battaglia, sia quelli che appartenevano alla Lega Lombarda sia quelli alleati con Federico Barbarossa, facevano ciascuno gli interessi della propria municipalità, con i primi, in particolare, che non erano mossi da sentimenti nazionali contro lo straniero invasore. L'unico obiettivo dei comuni della Lega era infatti quello di ottenere una forte autonomia dall'Impero. Un'analisi storica meno influenzata da connotati romanzeschi e mitizzati incominciò a essere praticata a partire dalla fine del XIX secolo, cioè a Risorgimento concluso.
L'iconografia della battaglia di Legnano è stata ripresa più recentemente dal partito politico autonomista della Lega Nord. Il nome del movimento fondato da Umberto Bossi era infatti originariamente omonimo a quello della Lega Lombarda medioevale. La Lega Nord, inoltre, oltre a essere spesso soprannominata dai media "Il Carroccio", ha come simbolo il Monumento al Guerriero di Legnano.

### La battaglia di Legnano nelle arti
Nella musica, l'opera lirica più importante che ebbe come soggetto lo scontro fu La battaglia di Legnano di Giuseppe Verdi; scritta su libretto di Salvadore Cammarano in quattro atti, esordì il 27 gennaio 1849 al Teatro Argentina di Roma e ottenne un grande successo grazie alle forti tinte patriottiche della trama. Di una certa importanza fu Il patto di Pontida di Domenico Panizzi, un inno cantato per pianoforte. Per il settimo centenario della battaglia, Leopoldo Marenco scrisse un componimento che fu musicato da Filippo Sangiorgio e che venne eseguito il 28 maggio 1876 in piazza Duomo a Milano da 200 voci e 150 musicisti.

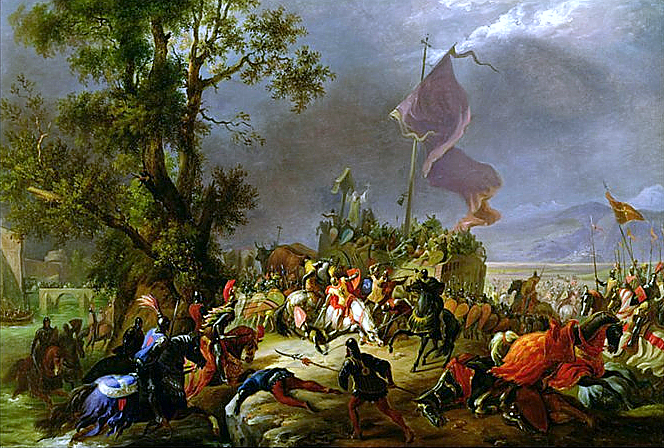
La battaglia di Legnano in un dipinto di Massimo d'Azeglio

In ambito letterario, tra le rime più importanti che ricordano la battaglia di Legnano ci furono quelle scritte da Giovanni Berchet nel poemetto lirico La Fantasie (1829). Giosuè Carducci, alla vittoria della Lega Lombarda a Legnano dedicò invece la poesia Il Parlamento, che fa parte del poema La canzone di Legnano. Versi ad Alberto da Giussano vennero decantati da Gabriele D'Annunzio, mentre il Carroccio fu celebrato da alcune rime di Giovanni Pascoli. La Lega Lombarda fu invece immortalata da versi di Cesare Cantù e da un dramma di Luigi Capranica. Dedicate ad Alberto da Giussano sono anche una ballata di Felice Cavallotti e una poesia di Roberto Mandel, mentre alla città di Legnano sono stati destinati alcuni versi di Giovanni Bertacchi. La città del Carroccio è stata anche menzionata in diversi proclami patriottici di Giuseppe Garibaldi e Giuseppe Mazzini.
Per quanto riguarda le arti figurative, il pittore che ha più di tutti immortalato la battaglia di Legnano e gli eventi connessi è stato Amos Cassioli, le cui opere sono conservate nella Galleria d'arte moderna di Palazzo Pitti a Firenze e all'interno del Palazzo Pubblico di Siena. Altri pittori che si sono cimentati nella pittura di questo soggetto sono stati Gaetano Previati, la cui opera è conservata nel Museo civico Sutermeister di Legnano, e Gallo Gallina, la cui incisione a colori si trova nella sala giunta a Palazzo Malinverni, sede del municipio della città del Carroccio. Ludovico Pogliaghi ha dipinto un gran numero di opere raffiguranti la storia di Milano del XII secolo, e la battaglia di Legnano non è stata un'eccezione. Andrea Cefaly ha realizzato un'opera raffigurante Alberto da Giussano che è conservata al Museo provinciale di Catanzaro, mentre Massimo d'Azeglio ha rappresentato la battaglia di Legnano su una tela conservata presso la Galleria civica d'arte moderna e contemporanea di Torino. Per quanto concerne le sculture, le due opere più importanti realizzate sulla battaglia di Legnano sono le già citate statue di Egidio Pozzi ed Enrico Butti.

### Ricorrenze

Festeggiamenti in piazza San Magno a Legnano per i 700 anni dalla battaglia (29 maggio 1876). Sullo sfondo, gli edifici che all'epoca erano di fronte alla basilica di San Magno e che furono in seguito demoliti.

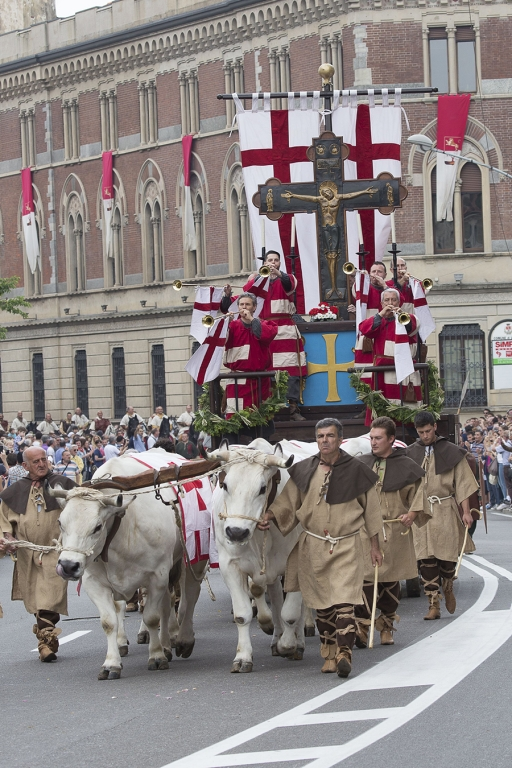
Il Carroccio durante la sfilata storica del Palio di Legnano 2015

Le commemorazioni storiche documentate più antiche della battaglia di Legnano si svolsero il 29 maggio 1393 a Milano nella basilica di San Simpliciano. Nell'occasione, il 29 maggio fu dichiarato giorno di festività per tutto il contado milanese. Nel 1499, con l'invasione del Ducato di Milano da parte dei francesi, la festività fu prima soppressa, poi ristabilita da san Carlo Borromeo nel 1596, e infine nuovamente sospesa nel 1784. Il 29 maggio tornò a essere festeggiato durante il Risorgimento. Le due commemorazioni più grandiose furono quelle del 1848 a Milano durante i moti insurrezionali e quelle del 1876 a Legnano in occasione del settimo centenario della battaglia.
Sull'onda dei festeggiamenti del settimo centenario, a Legnano vennero organizzate saltuariamente dalla popolazione diverse commemorazioni della battaglia. La prima celebrazione organizzata dalle autorità cittadine fu quella predisposta nel 1932, che venne chiamata "Festa del Carroccio": questo evento comprendeva una fiera gastronomica, una sfilata storica e una gara ippica organizzata al locale campo sportivo Brusadelli che non si concluse per un infortunio a un fantino.
Dopo il preludio del 1932, dal 1935 a Legnano si svolge annualmente a ricordo della battaglia, all'ultima domenica di maggio, il Palio cittadino. Già nel 1936, il nome della manifestazione mutò in "Sagra del Carroccio" per ordine diretto di Benito Mussolini, che obbligò gli organizzatori della manifestazione legnanese a cambiare il nome dell'evento in modo tale che il termine "palio" fosse associato, in via esclusiva, solo all'omonima manifestazione di Siena. Nel 2006 questa manifestazione è tornata a chiamarsi "Palio di Legnano". Alla corsa ippica a pelo che chiude la manifestazione concorrono le otto contrade storiche della città. La rievocazione storica comprende anche un corteo di oltre mille figuranti in abiti medievali, fedeli ricostruzioni dell'epoca. Il corteo si snoda attraverso Legnano per finire allo stadio della città, dove ha poi luogo la gara ippica.
In ambito istituzionale, la data del 29 maggio è stata scelta come festa regionale della Lombardia.

### Esplicative
1. ↑  Alberto da Giussano, che la tradizione vuole al comando della Lega Lombarda, è un personaggio leggendario.
2. ↑  Secondo Percivaldi (I Lombardi che fecero l'impresa, p. 39), il termine "arengo" deriva dai termini longobardi herr (it. "uomo") e ring (it. "cerchio"). Tuttavia Giacomo Devoto (Dizionario etimologico. Avviamento alla etimologia italiana, Firenze, Le Monnier 1968, p. 26) riporta una diversa etimologia: dal gotico *hari-hriggs, "circolo dell'esercito".

### Bibliografiche
1. ↑   Amos Cassoli, La battaglia di Legnano, 1860, su musica.san.beniculturali.it. URL consultato il 21 novembre 2014 (archiviato dall'url originale il 4 giugno 2016).
2. ↑  Dizionario Enciclopedico Italiano, Istituto dell'Enciclopedia Italiana fondato da Giovanni Treccani - 1970 - Volume VI - p. 778.
3. ↑  Villari, 2000, p. 41.
4. 1 2 3 4   COSTANZA, in Enciclopedia Italiana, Roma, Istituto dell'Enciclopedia Italiana. URL consultato il 3 ottobre 2014.
5. ↑  Grillo, p. 161.
6. 1 2 3 4  Gianazza, p. 11.
7. 1 2 3 4 5  Grillo, p. 123.
8. 1 2 3 4 5  Gianazza, p. 12.
9. 1 2 3 4  Grillo, p. 125.
10. 1 2  Grillo, pp. 151-152.
11. 1 2 3  Grillo, p. 151.
12. 1 2 3 4 5 6 7 8 9  D'Ilario, 1984, p. 26.
13. 1 2 3 4 5 6 7  D'Ilario, 1984, p. 23.
14. 1 2  Percivaldi, p. 6.
15. 1 2   Alessandro III, su pbmstoria.it. URL consultato il 6 agosto 2014 (archiviato dall'url originale il 24 settembre 2015).
16. 1 2   Federico I e i comuni, su studiamedievalis.wordpress.com. URL consultato il 2 ottobre 2014.
17. 1 2 3 4  D'Ilario, 1976, p. 155.
18. 1 2 3 4 5   Fratelli d'Italia, su quirinale.it. URL consultato il 7 agosto 2014 (archiviato dall'url originale il 3 dicembre 2013).
19. 1 2  D'Ilario, 1984, p. 335.
20. 1 2   Festa della Lombardia, su regione.lombardia.it, 24 settembre 2015. URL consultato il 30 maggio 2014 (archiviato dall'url originale il 24 settembre 2015).
21. 1 2 3 4 5 6 7 8  D'Ilario, 1976, p. 16.
22. 1 2  Grillo, p. 8.
23. ↑  Grillo, p. 17.
24. ↑  Grillo, pp. 9-10.
25. 1 2  Grillo, p. 10.
26. ↑  Percivaldi, p. 43.
27. ↑  Grillo, p. 12.
28. 1 2  Percivaldi, p. 39.
29. ↑  Bordone, p. 21.
30. 1 2  Percivaldi, p. 41.
31. 1 2  Grillo, p. 13.
32. ↑  Grillo, p. VIII e 14.
33. ↑  Grillo, p. 14.
34. ↑  D'Ilario, 1976, pp. 46-47.
35. 1 2  D'Ilario, 1976, p. 46.
36. 1 2 3  D'Ilario, 1976, p. 47.
37. 1 2 3 4 5 6   Federico I imperatore, detto il Barbarossa, in Treccani.it – Enciclopedie on line, Roma, Istituto dell'Enciclopedia Italiana. URL consultato il 3 ottobre 2014.
38. ↑  Percivaldi, p. 55.
39. 1 2  Grillo, p. 15.
40. ↑  Percivaldi, p. 57.
41. ↑  (EN) The treasure of Theodelinda: ideological claims and political contingencies in the construction of a myth, su academia.edu. URL consultato il 24 ottobre 2021.
42. ↑   "Papia civitas imperialis”. Federico I di Svevia e le tradizioni regie pavesi, su academia.edu. URL consultato il 24 ottobre 2021.
43. ↑  Percivaldi, p. 59.
44. ↑  Percivaldi, p. 61.
45. ↑  D'Ilario, 1976, pp. 16-22.
46. ↑  Grillo, pp. 15-16.
47. 1 2 3 4 5 6  Grillo, p. 16.
48. ↑  D'Ilario, 1976, p. 24.
49. ↑  Grillo, p. 19.
50. ↑  Grillo, pp. 19-20.
51. 1 2  Grillo, p. 20.
52. ↑  Percivaldi, p. 82.
53. ↑  Percivaldi, p. 83.
54. 1 2 3 4  Percivaldi, p. 198.
55. ↑  Grillo, pp. 24-26.
56. ↑  Percivaldi, p. 118.
57. ↑  D'Ilario, 1976, pp. 24-30.
58. ↑  Grillo, p. 27.
59. ↑  Grillo, p. 28.
60. 1 2  Grillo, p. 29.
61. ↑  Percivaldi, p. 124.
62. 1 2  Grillo, pp. 36-37.
63. ↑  Percivaldi, p. 129.
64. ↑  Percivaldi, p. 135.
65. 1 2  Grillo, p. 38.
66. ↑  Percivaldi, p. 145.
67. 1 2  Grillo, p. 39.
68. 1 2   ALESSANDRO III, in Enciclopedia dei Papi, Roma, Istituto dell'Enciclopedia Italiana, 2000. URL consultato il 3 ottobre 2014.
69. ↑  Grillo, p. 44.
70. 1 2  Percivaldi, p. 5.
71. ↑  D'Ilario, 1976, pp. 53-54.
72. ↑  D'Ilario, 1976, pp. 53-56.
73. ↑  Grillo, p. 47.
74. ↑  Percivaldi, pp. 156-158.
75. ↑  Grillo, p. 46.
76. ↑  Grillo, p. 52.
77. ↑   Alessandria, in Treccani.it – Enciclopedie on line, Roma, Istituto dell'Enciclopedia Italiana. URL consultato il 5 ottobre 2014.
78. ↑  Percivaldi, pp. 163-164.
79. ↑  Grillo, p. 51.
80. ↑  Grillo, p. 54.
81. 1 2  Percivaldi, p. 170.
82. ↑  Grillo, p. 73.
83. ↑  Grillo, p. 75.
84. 1 2  D'Ilario, 1976, p. 34.
85. ↑  Grillo, p. 87.
86. ↑  Grillo, p. 97.
87. 1 2  D'Ilario, 1976, p. 35.
88. ↑  Grillo, pp. 107-108.
89. ↑  Grillo, p. 109.
90. 1 2 3 4  D'Ilario, 1976, p. 36.
91. ↑  Grillo, p. 117.
92. ↑  Grillo, p. 111.
93. 1 2  Percivaldi, p. 177.
94. ↑  Grillo, p. 102.
95. 1 2  Grillo, p. 119.
96. ↑  Grillo, pp. 95-96.
97. ↑  Grillo, pp. 157-161.
98. ↑   monastero di Santa Maria Assunta sec. VIII - 1799, su lombardiabeniculturali.it. URL consultato il 24 ottobre 2021.
99. 1 2 3 4 5 6  D'Ilario, 1976, p. 76.
100. 1 2  Grillo, p. 120.
101. ↑  Grillo, p. 124.
102. ↑  Grillo, p. 89.
103. ↑  Percivaldi, pp. 9-10.
104. 1 2 3 4 5 6  Marinoni, p. 37.
105. 1 2 3  Percivaldi, p. 8.
106. ↑  Ferrarini, pp. 130-131.
107. 1 2 3 4 5 6  D'Ilario, 1984, p. 31.
108. 1 2 3 4 5 6 7 8 9 10 11  D'Ilario, 1976, p. 78.
109. 1 2 3  D'Ilario, 1984, p. 233.
110. 1 2  Autori vari, p. 18.
111. ↑  Soprintendenza, p. 14.
112. 1 2 3 4 5 6 7 8 9 10 11 12 13 14  Marinoni, p. 38.
113. ↑  Soprintendenza, p. 18.
114. ↑  D'Ilario, 1976, pp. 211-213.
115. 1 2  D'Ilario, 1984, p. 211.
116. ↑  Ferrarini, p. 96.
117. ↑  Grillo, pp. 120-121.
118. ↑   La Flora (PDF), in Dovunque è Legnano - Periodico d'informazione sulla vita cittadina, SpecialePalio, autunno 2011,  p. 15. URL consultato il 29 ottobre 2014 (archiviato dall'url originale il 29 ottobre 2014).
119. ↑  D'Ilario, 1976, p. 75.
120. 1 2 3  Grillo, p. 135.
121. 1 2  Grillo, p. 136.
122. ↑  Grillo, p. 137.
123. ↑  Grillo, p. 139.
124. ↑  Grillo, pp. 140-141.
125. 1 2 3 4 5 6  Grillo, p. 145.
126. 1 2  Grillo, p. 141.
127. 1 2  Gianazza, p. 15.
128. 1 2 3 4 5  Grillo, p. 146.
129. 1 2 3 4 5  D'Ilario, 1976, p. 79.
130. 1 2 3  Gianazza, p. 13.
131. ↑  Gianazza, pp. 13-14.
132. ↑  Grillo, pp. 146-147.
133. ↑  D'Ilario, 1984, p. 234.
134. ↑   Le testimonianze sulla chiesa di S.Martino ci riportano alla battaglia di Legnano, su legnano.org. URL consultato il 22 aprile 2017 (archiviato dall'url originale il 13 marzo 2007).
135. 1 2 3 4 5 6  Grillo, p. 148.
136. 1 2  Grillo, p. 149.
137. ↑  Grillo, p. 150.
138. 1 2  D'Ilario, 1984, p. 30.
139. 1 2 3 4 5 6 7  D'Ilario, 1976, p. 70.
140. 1 2 3 4  D'Ilario, 1976, p. 73.
141. 1 2  D'Ilario, 1976, p. 72.
142. ↑  Gesta Federici I imperatoris in Lombardia auctore cive Mediolanensi, ed. Oswald Holder-Egger, in 'Monumenta Germaniae Historica. Scriptores rerum Germanicarum in usum scholarum' Hannover, Hahn 1892, p. 63 (e rist. anast. Hannover, 1980).
143. ↑  Grillo, p. XIV.
144. ↑  D'Ilario, 1976, p. 96.
145. ↑  Muratori, p. 150.
146. ↑  Ferrario, 1987, p. 11.
147. ↑  D'Ilario, 1976, p. 104.
148. ↑   Reti medioevali - Antologia delle fonti bassomedievali, su rm.unina.it. URL consultato il 26 giugno 2013.
149. ↑  D'Ilario, 1976, p. 118.
150. ↑  D'Ilario, 1984, p. 27.
151. ↑  D'Ilario, 1976, pp. 118-119.
152. ↑  D'Ilario, 1984, p. 28.
153. ↑  D'Ilario, 1976, p. 119.
154. ↑  D'Ilario, 1976, p. 90.
155. ↑  D'Ilario, 1976, p. 85.
156. 1 2 3  Marinoni, p. 39.
157. ↑  Percivaldi, p. 19.
158. ↑  Le pubblicazioni de "Il Belvedere" - San Giorgio su Legnano - Cenni storici - Con il patrocinio dell'Amministrazione comunale
159. ↑   Da leggenda a realtà: trovato il cunicolo del Castello, su legnanonews.com. URL consultato il 13 giugno 2014 (archiviato dall'url originale il 12 giugno 2014).
160. 1 2 3  Grillo, p. 165.
161. ↑  Grillo, p. 171.
162. ↑  Percivaldi, p. 191.
163. ↑  D'Ilario, 1976, p. 153.
164. ↑  D'Ilario, 1976, pp. 153-154.
165. ↑  D'Ilario, 1976, p. 154.
166. ↑  Percivaldi, pp. 195-196.
167. ↑  Percivaldi, p. 197.
168. 1 2 3  Grillo, p. 177.
169. ↑  Grillo, p. 178.
170. ↑  Gianazza, p. 16.
171. ↑  Cardini, 2006, p. 219.
172. 1 2 3 4 5  D'Ilario, 1976, p. 80.
173. ↑  Grillo, p. 154.
174. 1 2 3  Grillo, p. 153.
175. 1 2  Gianazza, p. 14.
176. 1 2  D'Ilario, 1976, p. 81.
177. ↑  Grillo, pp. 154-155.
178. 1 2  Grillo, p. 155.
179. 1 2  D'Ilario, 1984, pp. 96-98.
180. 1 2  D'Ilario, 1984, p. 96.
181. ↑  Autori vari, p. 73.
182. ↑  D'Ilario, 1984, p. 98.
183. ↑  Grillo, p. 183.
184. ↑  Grillo, p. 156.
185. 1 2 3   La Lega Nord di Bossi - Storia e mito, su osservatoriomantovano.it. URL consultato il 31 ottobre 2014.
186. 1 2 3 4  D'Ilario, 1976, p. 243.
187. ↑   La battaglia di Legnano di Giuseppe Verdi al Teatro Verdi di Trieste: considerazioni a latere e un paio di ascolti significativi., su amfortas.wordpress.com. URL consultato il 5 ottobre 2014.
188. ↑  D'Ilario, 1976, p. 244.
189. ↑  D'Ilario, 1976, p. 247.
190. ↑  D'Ilario, 1976, pp. 248-249.
191. 1 2  D'Ilario, 1976, p. 250.
192. ↑  D'Ilario, 1976, p. 251.
193. ↑  D'Ilario, 1976, p. 254.
194. 1 2 3  D'Ilario, 1976, p. 256.
195. ↑  D'Ilario, 1976, p. 257.
196. ↑   Il Carroccio (La battaglia di Legnano), su gamtorino.it. URL consultato il 6 ottobre 2014 (archiviato dall'url originale il 6 ottobre 2014).
197. ↑  D'Ilario, 1976, p. 261.
198. ↑   Storia di Legnano - Dall'Ottocento al ventesimo secolo, su legnano.org. URL consultato il 12 ottobre 2014 (archiviato dall'url originale il 17 ottobre 2014).
199. 1 2 3  D'Ilario, 1976, p. 265.
200. ↑  D'Ilario, 1976, p. 266.
201. 1 2  D'Ilario, 1976, p. 268.
202. ↑  D'Ilario, 1976, p. 270.
203. 1 2 3 4   Il Palio tra folklore e storia, su paliodilegnano.it. URL consultato il 5 aprile 2014 (archiviato dall'url originale il 30 marzo 2014).
204. ↑  D'Ilario, 1984, pp. 338-340.
205. ↑  D'Ilario, 1984, p. 341.